# Burschenschaft

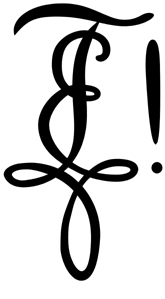
„Großer Burschenschafterzirkel“. Die ineinander verschlungenen Buchstaben E, F und V stehen für den Wahlspruch der Urburschenschaft Ehre, Freiheit, Vaterland.

Burschenschaften sind eine Form einer Studentenverbindung. Sie finden sich heute an Hochschulorten in Deutschland, Österreich, der Schweiz und Chile. Fast alle Burschenschaften bekennen sich zu den Prinzipien der Urburschenschaft von 1815, wobei der inhaltliche Bezug stark variiert. Die Bezeichnung „Burschenschaft“ wird heute von teilweise sehr unterschiedlichen Studentenverbindungen verwendet. Burschenschaften gelten heute als national-konservativ. Laut  Alexandra Kurth und Bernhard Weidinger weisen „Teile des Burschenschaftsspektrums […] inhaltliche und personelle Überschneidungen mit der extremen Rechten auf.“

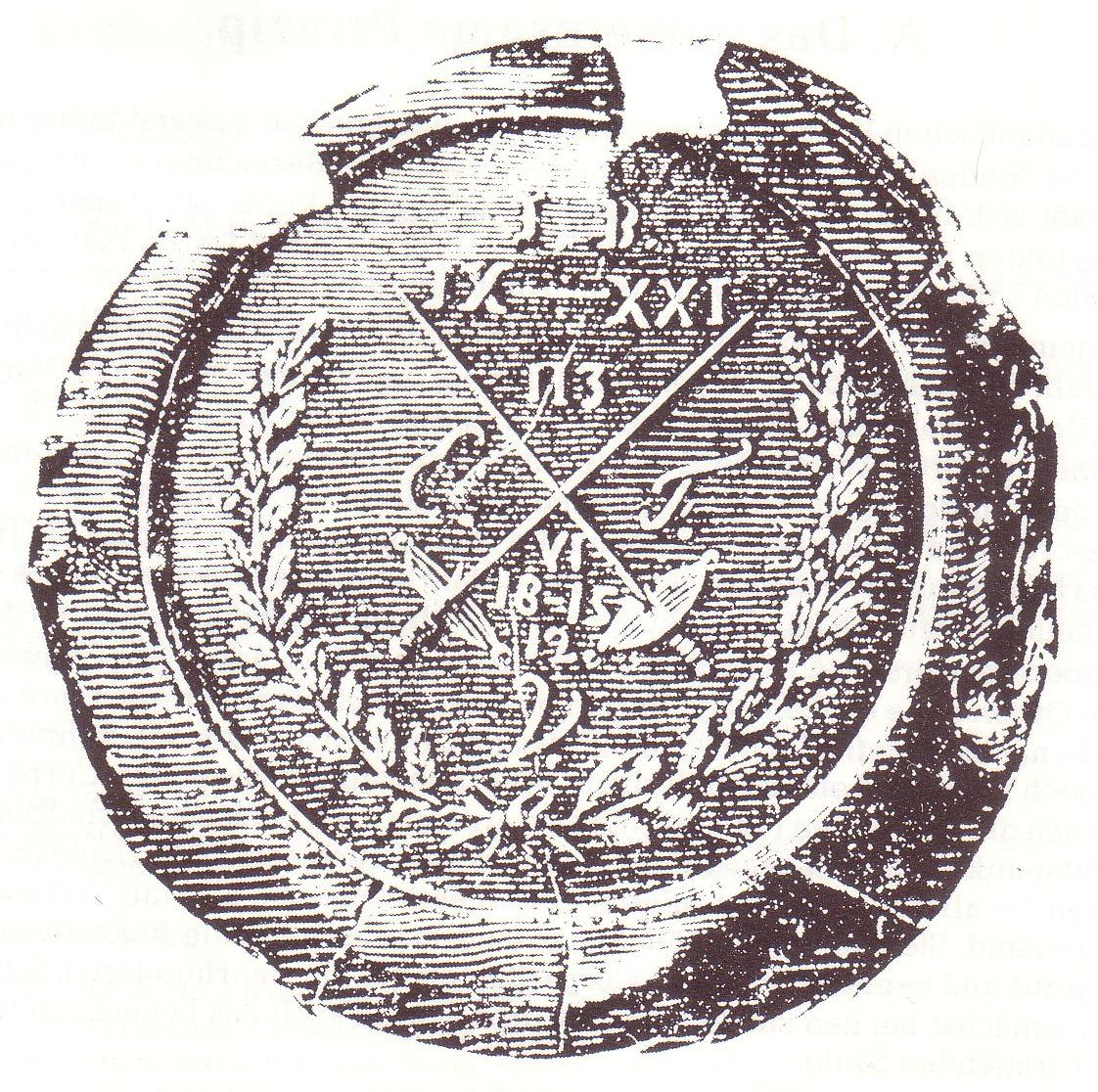
Siegel der Jenaischen Urburschenschaft

## Überblick

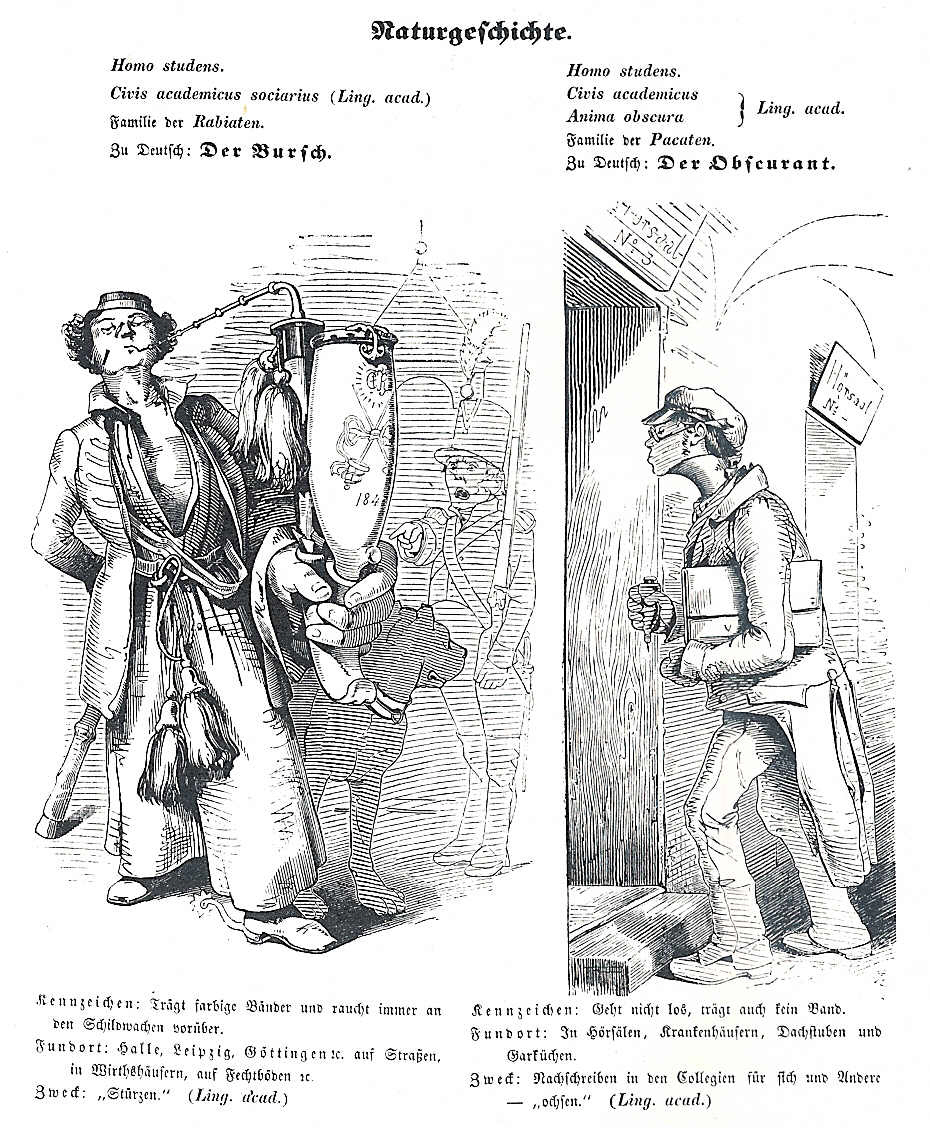
Homo studens (1845): Der Bursch wird hier dem Obskuranten gegenübergestellt.

### Etymologie und Sprachgebrauch
Das Wort „Burschenschaft“ bedeutet so viel wie „Gesamtheit der Burschen“. Das Wort Bursche leitet sich wiederum aus dem neulateinischen Bursarius, dem Bewohner einer Burse, ab und war im 18. und Anfang des 19. Jahrhunderts eine allgemeine Bezeichnung für Studenten. So gibt es aus dieser Zeit Belege, in denen das Wort „Burschenschaft“ gleichbedeutend mit dem Wort Studentenschaft verwendet wird. Dies war noch auf dem Wartburgfest 1817, zwei Jahre nach der Gründung der Urburschenschaft in Jena, der Fall. Diese Urburschenschaft betrachtete sich als ein Zusammenschluss aller Studenten unter Aufhebung der damals üblichen landsmannschaftlichen Zusammenschlüsse. Erst später, als klar wurde, dass sich dieser allgemeine Anspruch nicht durchsetzen ließ, wurde „Burschenschaft“ zu einer Bezeichnung für einen bestimmten Typus von Studentenverbindungen, der neben verschiedenen anderen existierte.
Die Mitglieder einer Burschenschaft heißen Burschenschafter oder Burschenschaftler. Das manchmal als abwertend empfundene Burschenschaftler wird häufig verallgemeinernd auf Korporierte insgesamt bezogen, ebenso das von negativ gegenüber der Burschenschaft eingestellten Studenten gelegentlich verwendete „Burschi“ (siehe auch: Burschi-Reader). Von anderen Korporierten, insbesondere Corpsstudenten, wird häufig die saloppe Bezeichnung Buxe verwendet.

### Gemeinsamkeiten der Burschenschaften

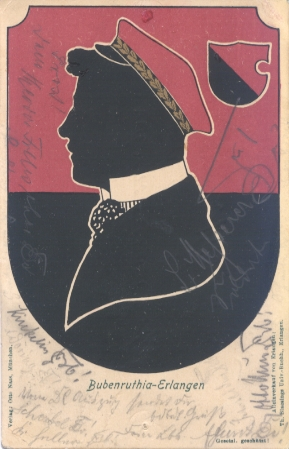
Mütze und Farben der Burschenschaft Bubenruthia Erlangen auf einer alten Couleurkarte

Fast allen sich Burschenschaft nennenden Studentenverbindungen gemein ist das Bekenntnis zu den Prinzipien der Urburschenschaft von 1815, wobei die Interpretation dieser Prinzipien keineswegs einheitlich ist. Die urburschenschaftlichen Ideale waren als Reaktion auf den Wiener Kongress die Gesamtheit aller Studierenden, das Christianum und die vaterländische Ideale (Einheitliches Deutschland, Befreiung von obrigkeitsstaatlichem Regime).
Alle heutigen Burschenschaften sind farbentragend, das heißt ihre Mitglieder tragen bei offiziellen Veranstaltungen ein Band in den Farben der Verbindung und eine Studentenmütze, das sogenannte Couleur. Die traditionellen Farben der Burschenschaft sind schwarz-rot-gold, wie sie bereits von der Urburschenschaft geführt wurden. Sie sind auch heute noch die Farben eines großen Teils der Burschenschaften.
Die Mehrheit der heutigen Burschenschaften ist schlagend, richtet also Mensuren mit anderen schlagenden Studentenverbindungen aus. Teilweise ist die Mensur aber freigestellt. Nichtschlagende Burschenschaften sind in der Minderheit. Sie lehnen die Mensur meist aus christlichen Motiven ab.

### Einordnung innerhalb der Studentenverbindungen
Obwohl sich nur circa 300 der insgesamt 1500 bis 2200 studentischen Verbindungen im deutschen Sprachraum „Burschenschaft“ nennen, wird der Begriff in der Öffentlichkeit fälschlicherweise oft als Überbegriff für alle Studentenverbindungen verwendet. Die meisten anderen studentischen Korporationen, wie katholische Studentenverbindungen, Landsmannschaften oder Corps, haben historisch allerdings keine Verbindung zum Ursprung der Burschenschaften und besitzen auch heutzutage eine andere Ausrichtung.

## Geschichte

Ausschnitt aus dem Stamm-Buch der Urburschenschaft in Jena, hier mit dem Eintrag von Heinrich von Gagern, dem späteren Präsidenten der Frankfurter Nationalversammlung

### Die Urburschenschaft

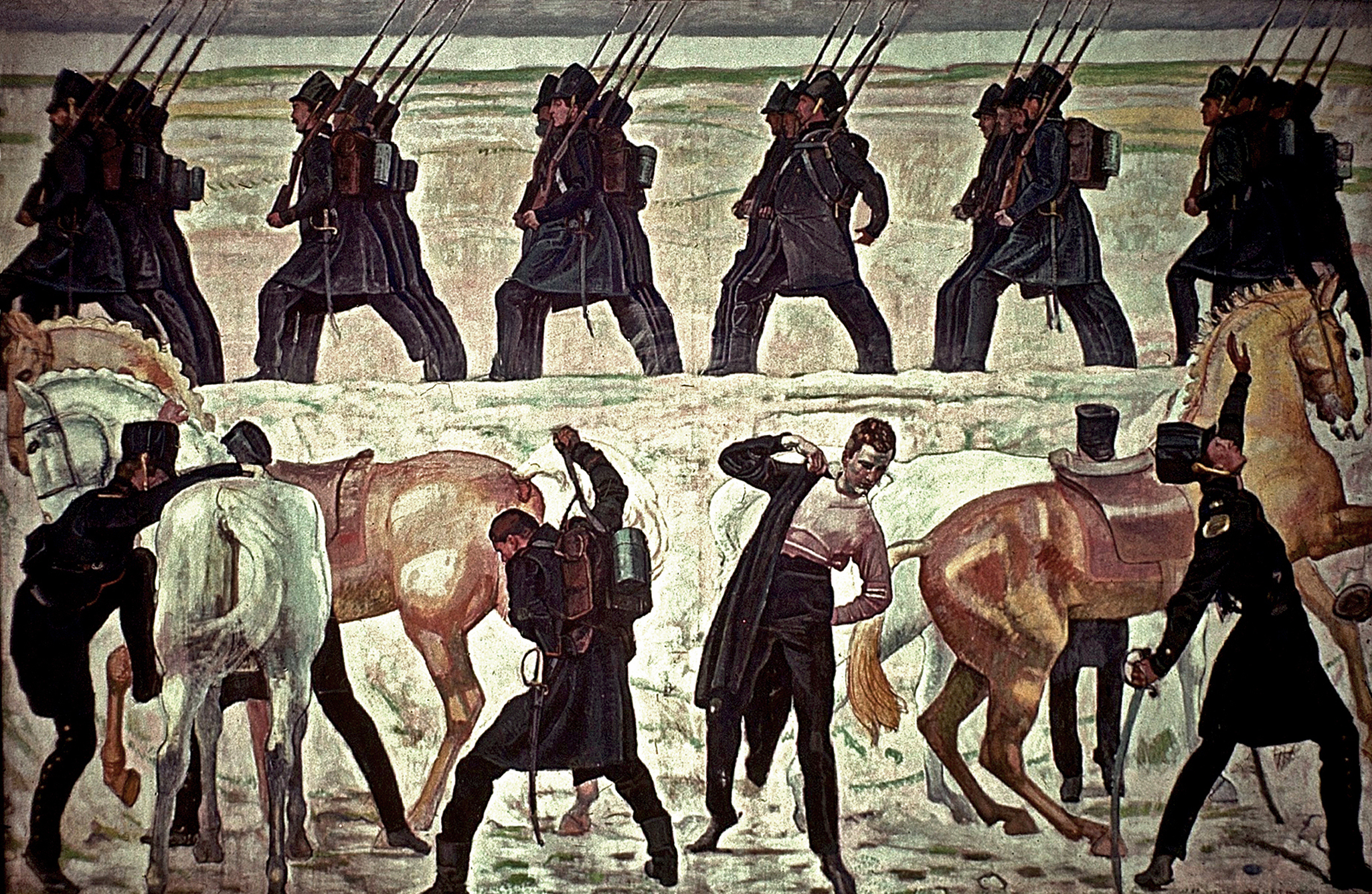
Auszug der Jenenser Studenten in den Freiheitskrieg 1813

Als Versammlungen der (nur männlichen) Studenten an deutschen Hochschulen entstanden die „Allgemeinen Burschenschaften“ nach den Befreiungskriegen, die die studentische Kultur Deutschlands entscheidend prägten. Historiker schätzen, dass jeder zweite oder dritte Student als Kriegsfreiwilliger an den Kriegen teilnahm. Zwar konnten nur etwa fünf Prozent der Gesamtzahl der Kriegsfreiwilligen als Studenten gelten, aber in keiner gesellschaftlichen Gruppe gab es einen so hohen Anteil an Freiwilligen. Viele Studenten hatten unter anderem im Lützowschen Freikorps mitgekämpft, das sich nicht nur aus preußischen Untertanen, sondern aus Freiwilligen aus ganz Deutschland rekrutierte. Aus den Befreiungskriegen an die Universitäten zurückgekehrt, setzten sie sich in der Zeit der Restauration und des Wiener Kongresses für die Abschaffung der deutschen Kleinstaaterei und die Schaffung eines gesamtdeutschen Reiches unter einer konstitutionellen Monarchie ein.
Zur Gründung der Urburschenschaft kam es in Jena am 12. Juni 1815. Die landsmannschaftlichen Vereinigungen lösten ihren Senioren-Convent (SC) auf. Dazu zogen die Mitglieder der vier Landsmannschaften Thuringia, Vandalia, Franconia und Curonia zum Gasthaus Grüne Tanne. Dieser Ort lag außerhalb der Stadtgrenzen Jenas und war damit der Gerichtsbarkeit der Universität entzogen. Als Zeichen der Auflösung senkten dort die Landsmannschaften ihre Fahnen. Aus der Mitte der anwesenden 143 Stifter wurden 30 Amtsträger gewählt. Zum ersten Sprecher wurde Karl Horn berufen, der letzte Senior der Vandalia. Damit war die Burschenschaft ins Leben gerufen.
Die Urburschenschaft bestand aus Gruppen mit nationalen, christlichen und freiheitlichen Ideen. Zu ihren geistigen Wegbereitern gehörten unter anderem Ernst Moritz Arndt, Friedrich Ludwig Jahn und Johann Gottlieb Fichte. Sie forderte mit den Werten Ehre, Freiheit, Vaterland staatsbürgerliche Verantwortung, ethnische Solidarität und individuelle Freiheitsrechte zugleich ein. Möglich war diese Synthese verschiedener Elemente durch den elitären Ansatz, der in erster Linie die Pflicht des Einzelnen, für das Ganze einzutreten, betonte.

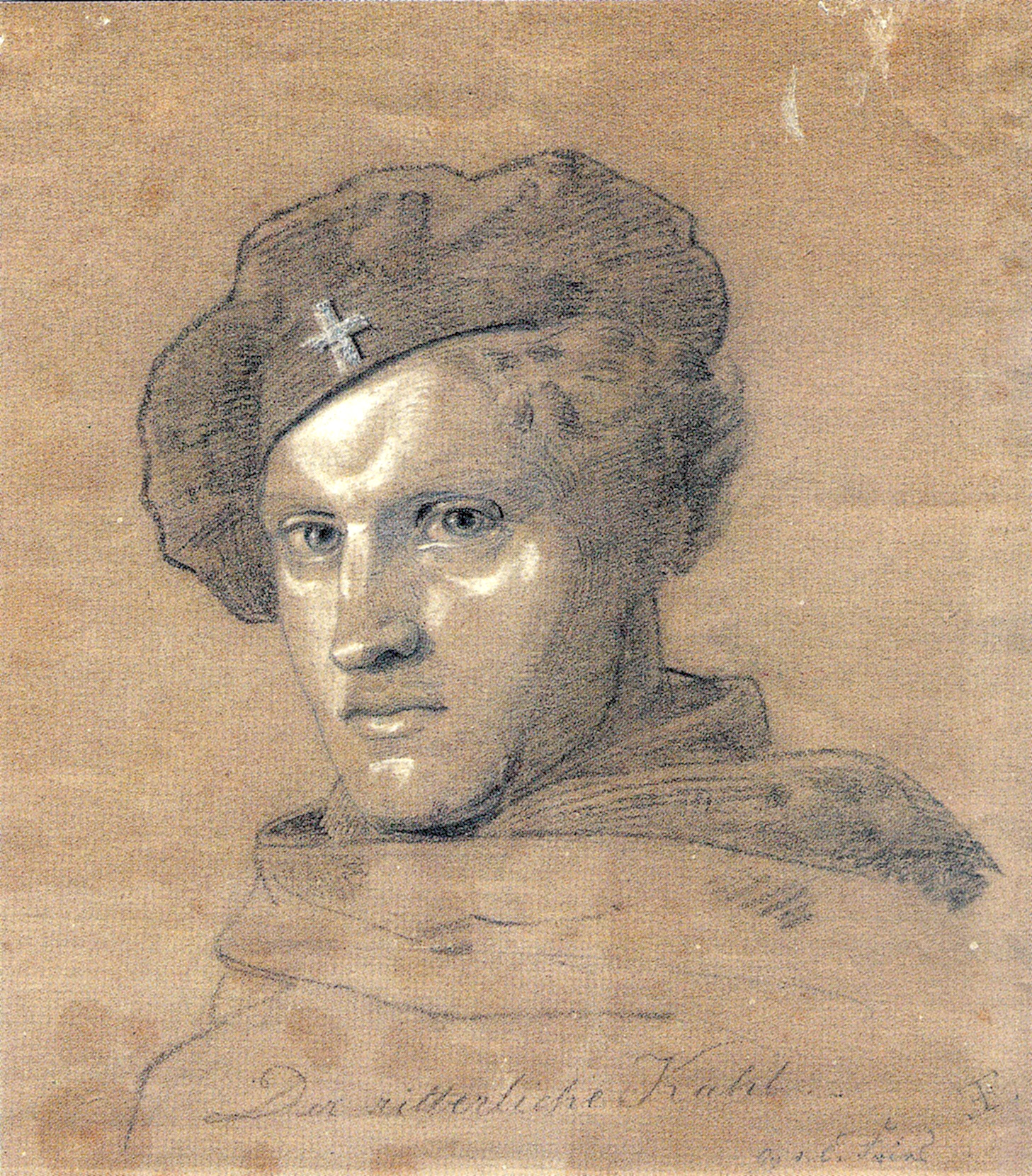
Der ritterliche Kahl (um 1819): Jacob Carl Kahl in der Tracht der frühburschenschaftlichen Gemeinschaft der „Gießener Schwarzen“

In der Verfassungsurkunde der Jenaischen Burschenschaft vom 12. Juni 1815 heißt es:

„Erhoben von dem Gedanken an ein gemeinsames Vaterland, durchdrungen von der heiligen Pflicht, die jedem Deutschen obliegt, auf Belebung deutscher Art und deutschen Sinnes hinzuwirken, hierdurch deutsche Kraft und Zucht zu erwecken, mithin die vorige Ehre und Herrlichkeit unsres Volkes wieder fest zu gründen und es für immer gegen die schrecklichste aller Gefahren, gegen fremde Unterjochung und Despotenzwang zu schützen, ist ein Teil der Studierenden in Jena zusammengetreten und hat sich beredet, eine Verbindung unter dem Namen einer Burschenschaft zu gründen.“

### Das Wartburgfest

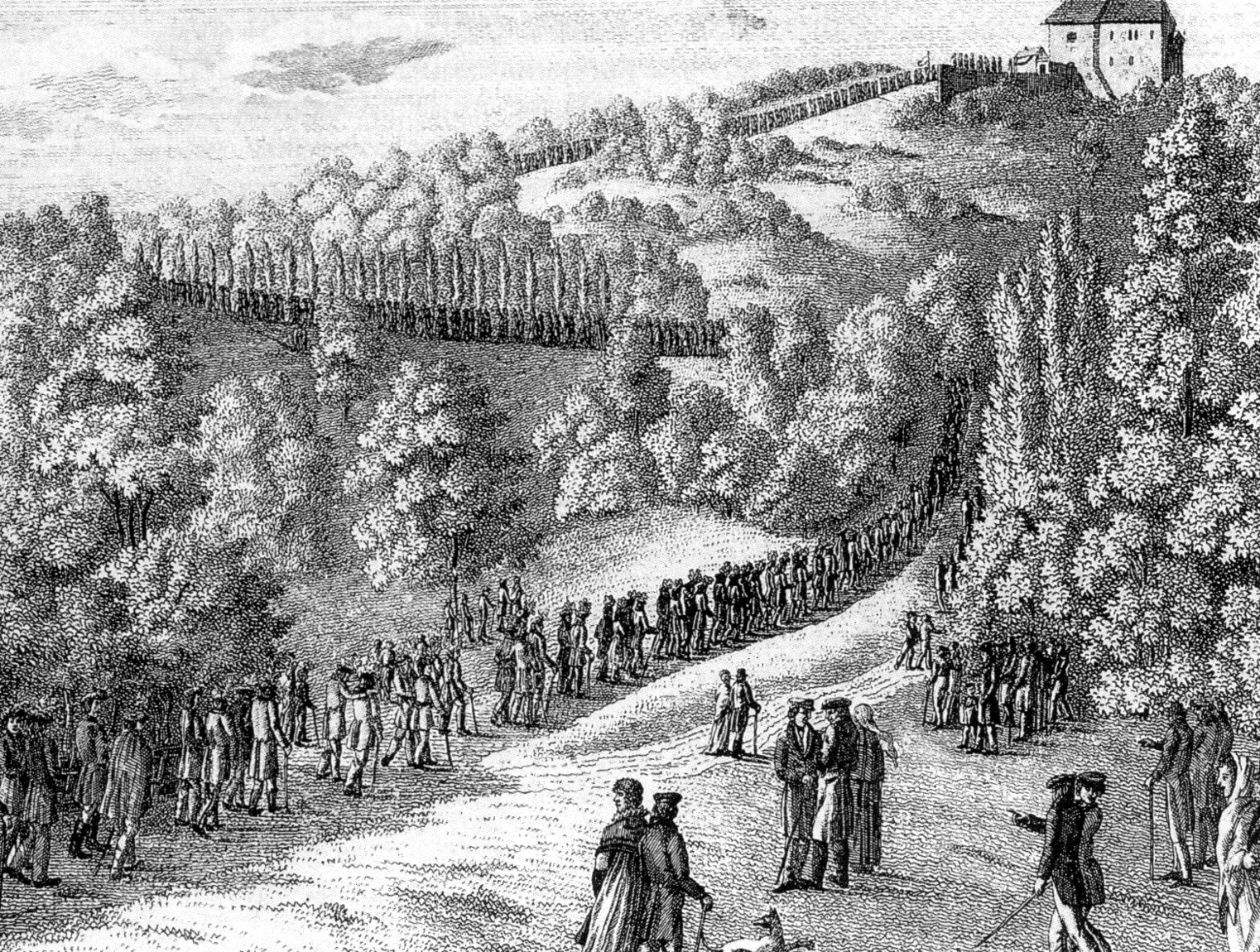
Wartburgfest: Zug der Studenten auf die Wartburg 1817

Der vaterländische Gedanke war eine Idee, für die sich sehr viele Studenten begeistern konnten. Um diese Gesinnung der ganzen Welt mitzuteilen, lud die Jenaer Burschenschaft Vertreter der deutschen Universitäten auf die Wartburg bei Eisenach ein, um dort am 18. Oktober 1817 des 300. Jahrestages des Thesenanschlages Martin Luthers am 31. Oktober 1517 und zugleich des Sieges über Napoleon in der Völkerschlacht bei Leipzig vom 16. bis 19. Oktober 1813 zu gedenken. An dem Fest nahmen über 500 Studenten aus ganz Deutschland teil.
Hier wurde vor allem das Ziel der Zusammenführung der Studentenschaft in eine einheitliche Organisation formuliert, um damit die Einheit Deutschlands im universitären Bereich vorwegzunehmen. So zitierte die Zeitschrift Isis oder Encyclopädische Zeitung im Jahre 1817 einige Redner auf dem Wartburgfest:

„Eben deßhalb müsst ihr euch keine Namen geben, welche dieser Universalität widersprechen. Nicht weiße, schwarze, rothe, blaue usf. müsst ihr euch nennen; denn das sind auch andere; auch nicht Teutonen müsst ihr euch nennen; denn Teutonen sind auch die andern. Euer Name sey, was ihr allein und ausschließlich seyd, nehmlich Studentenschaft oder Burschenschaft. Dazu gehört ihr alle, und niemand anders. Hütet euch aber, ein Abzeichen zu tragen, und so zur Parthey herabzusinken, das bewiese, dass ihr nicht wisst, dass der Stand der Gebildeten in sich den ganzen Staat wiederholt, und also sein Wesen zerstört durch Zersplitterung in Partheyen.“

Nach weiteren emotionalisierenden Festreden forderte Hans Ferdinand Maßmann eine Bücherverbrennung von Schriften, die als reaktionär, antinational oder undeutsch galten. Symbolisch den Flammen übergeben wurden 26 Schriften, darunter Werke der Schriftsteller August von Kotzebue, August Friedrich Wilhelm Crome, Saul Ascher und Karl Leberecht Immermann, sowie der Code Napoléon. Aufgrund des hohen Wertes von Büchern wurden jedoch nur mit deren Titeln beschriftete Makulaturbündel verbrannt. Dies war zu jener Zeit nichts Außergewöhnliches, doch wurden auch Symbole der Fremd- und Fürstenherrschaft, wie ein Schnürleib, ein Soldatenzopf und ein Korporalstock verbrannt, was nach damaliger Auffassung die eigentliche Sensation war.

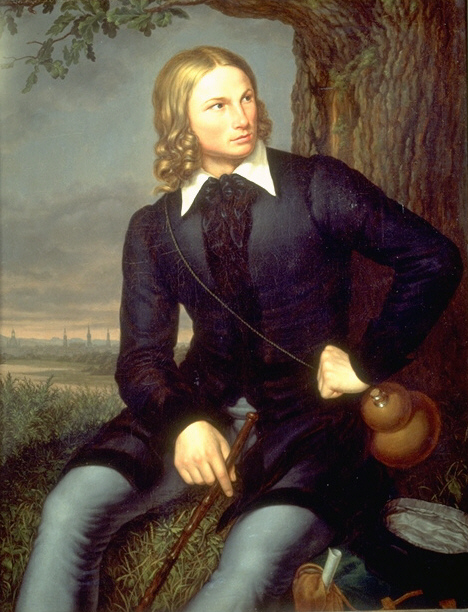
Der Burschenschafter Hoffmann von Fallersleben in altdeutscher Tracht, Gemälde von 1819

Im Nachgang des Wartburgfestes wurden die geäußerten Gedanken, unter Mithilfe des Jenaer Professors Heinrich Luden, in einem Programm zusammengefasst, welches vom Verfassungshistoriker Ernst Rudolf Huber „als das erste deutsche Parteiprogramm“ bezeichnet wurde.
Die 35 Grundsätze und 12 Beschlüsse lassen sich folgendermaßen zusammenfassen:
1. Die politische Zerrissenheit Deutschlands soll der politischen, religiösen und wirtschaftlichen Einheit weichen.
2. Deutschland soll eine konstitutionelle Monarchie werden. Die Minister sollen der Volksvertretung verantwortlich sein.
3. Alle Deutschen sind vor dem Gesetz gleich und haben Anspruch auf ein öffentliches Gerichtsverfahren vor Geschworenengerichten nach einem deutschen Gesetzbuch.
4. Alle geheime Polizei ist durch Ordnungsorgane der Gemeindeverwaltungen zu ersetzen.
5. Sicherheit der Person und des Eigentums, Abschaffung der Geburtsvorrechte und der Leibeigenschaft sind ebenso verfassungsmäßig zu sichern wie die besondere Förderung der bislang unterdrückten Klassen.
6. An der Stelle der stehenden Heere tritt die allgemeine Wehrpflicht (Landwehr und Landsturm).
7. Rede- und Pressefreiheit sind verfassungsmäßig zu garantieren.
8. Die Wissenschaft soll dem Leben dienen, vornehmlich das Studium der Moral, Politik und Geschichte.
9. Alle Spaltungen auf den Hochschulen sollen aufhören, geheime Bünde dürfen nicht bestehen.
10. Jeder Bursche muss aller Kleinstaaterei und Ausländerei, allem Kastengeist und Despotendienst abschwören.

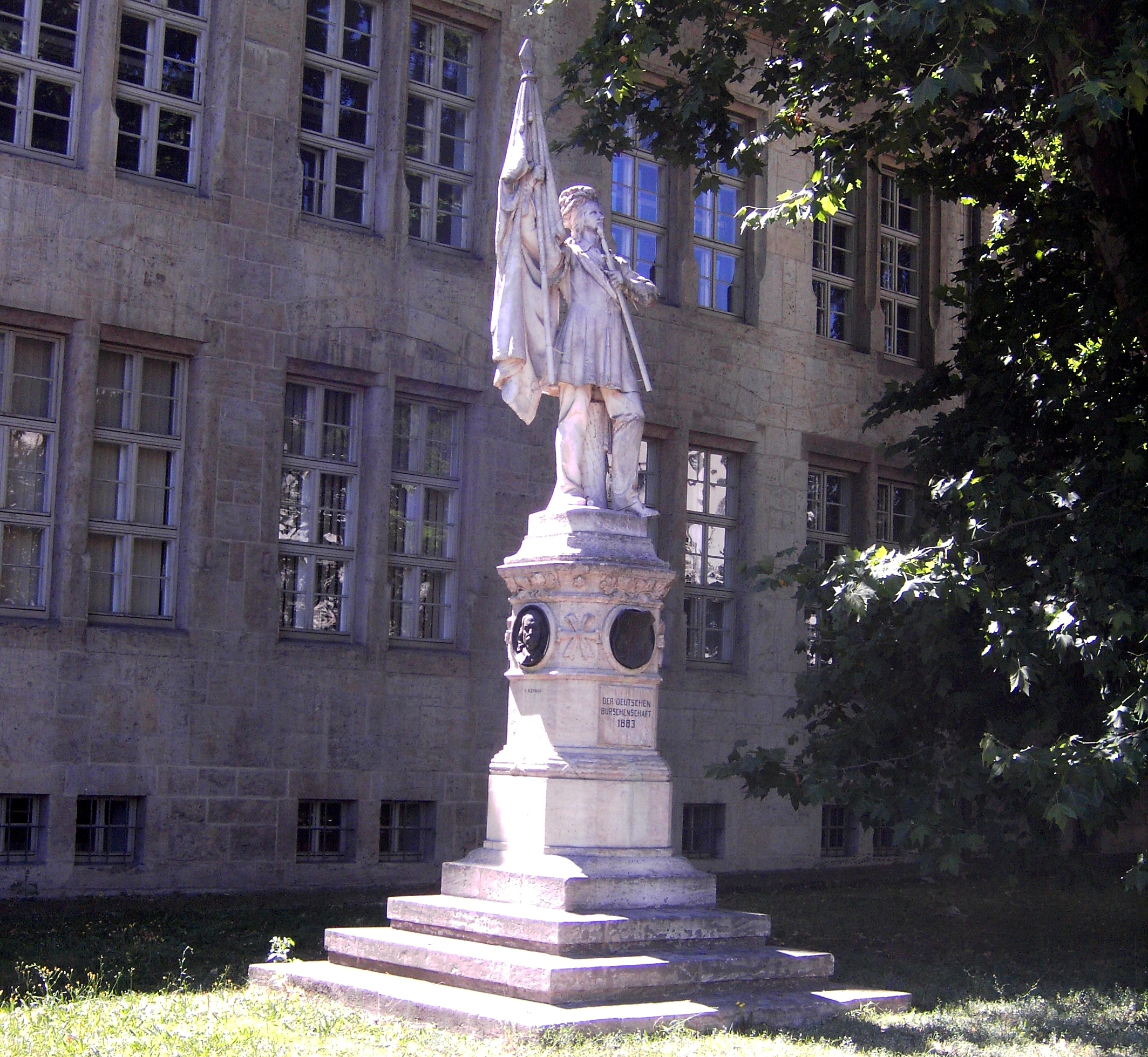
Denkmal für die Urburschenschaft in Jena

Das Programm griff also wesentliche liberale Ideen der Französischen Revolution auf und bettete sie in eine „vaterländische“ und „wehrhafte“ Monarchie. Die bürgerlichen Rechte finden sich heute in allen europäischen Verfassungen, auch dem Grundgesetz der Bundesrepublik Deutschland.
Im folgenden Jahr kam es an vielen Universitäten zur Gründung von Burschenschaften, die diese Grundsätze vertraten. Diese verstanden sich anfangs nicht als Vielzahl unabhängiger Burschenschaften, sondern als Teil einer einzigen großen Burschenschaft, die die gesamte Studentenschaft umfassen und alle bisher bestehenden Studentenverbindungen ablösen sollte: der „Allgemeinen deutschen Burschenschaft“. Die Gründung derselben wurde auf dem ersten Jenaer Burschentag 1818 von den Vertretern der Burschenschaften aus 14 Universitätsstädten beschlossen. Die noch abseits stehenden Verbindungen sollten durch Überzeugung für die Burschenschaft gewonnen werden.
Das Ziel der Vereinigung aller Studenten in dieser Allgemeinen deutschen Burschenschaft wurde letztlich aber nicht erreicht, da sich die Bewegung gleichzeitig zu ihrer Ausbreitung stark diversifizierte und die überwiegende Zahl der Corps weiterhin an ihren alten Traditionen festhielt. So gab es – zumindest an den großen Universitäten – weiterhin mehrere Corps und bald auch mehrere Burschenschaften.

### Heinrich Heine als kritischer Zeitzeuge
Heinrich Heine studierte zwischen 1819 und 1825 Jura in Bonn, Göttingen und Berlin. In Bonn trat er im Alter von 22 Jahren der burschenschaftlichen Allgemeinheit bei und besuchte auch später in Göttingen einen burschenschaftlichen Stammtisch. Im Februar 1821 wurde er wegen Verstoßes gegen das Keuschheitsprinzip aus der Burschenschaft ausgeschlossen. Ursächlich für die Abkehr des jüdischstämmigen Heine von der Burschenschaft war aber vermutlich eher ein antijüdischer Beschluss des geheimen Dresdner Burschentages des Jahres 1820, in dem es hieß, dass Juden „nicht aufnahmefähig“ seien, „außer wenn erwiesen ist, daß sie sich christlich-deutsch für unser Vaterland ausbilden wollen.“
Im Nachhinein äußerte er sich kritisch über das Wartburgfest und seine Göttinger Erfahrungen:

„Auf der Wartburg hingegen herrschte jener unbeschränkte Teutomanismus, der viel von Liebe und Glaube greinte, dessen Liebe aber nichts anderes war als Haß des Fremden und dessen Glaube nur in der Unvernunft bestand, und der in seiner Unwissenheit nichts Besseres zu erfinden wußte, als Bücher zu verbrennen!“

„Im Bierkeller zu Göttingen musste ich einst bewundern, mit welcher Gründlichkeit meine altdeutschen Freunde die Proskriptionslisten anfertigten, für den Tag, wo sie zur Herrschaft gelangen würden. Wer nur im 7. Glied von einem Franzosen, Juden oder Slawen abstammte, ward zum Exil verurteilt. Wer nur im mindesten etwas gegen Jahn oder überhaupt gegen altdeutsche Lächerlichkeiten geschrieben hatte, konnte sich auf den Tod gefasst machen…“

Später wurde Heine Mitglied einer Studentenverbindung, die sich in der Folge zum Corps Hildeso-Guestphalia formierte.

### Demagogenverfolgung

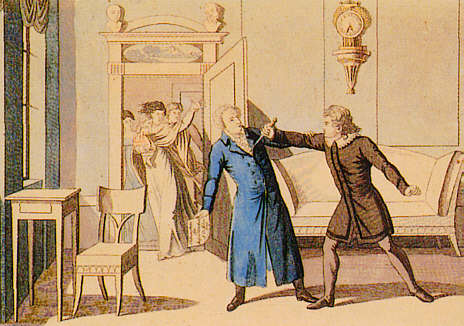
August von Kotzebues Ermordung (Zeitgenössischer kolorierter Kupferstich)

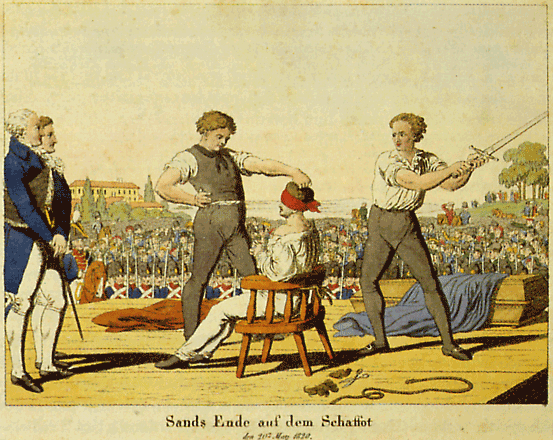
Sands Ende auf dem Schafott (Zeitgenössischer kolorierter Kupferstich)

1819 ermordete der Theologiestudent und ehemalige Burschenschafter Karl Ludwig Sand den Schriftsteller und russischen Generalkonsul August von Kotzebue, der regelmäßig geheime Berichte für den Zaren verfasste, deshalb als russischer Spion verdächtigt wurde und dessen Werk Geschichte des deutschen Reichs schon auf dem Wartburgfest symbolisch verbrannt worden war. Sand war in der Burschenschaft Anhänger des besonders radikalen Flügels der „Unbedingten“. Sein Attentat bot den zum Bundestag in Karlsbad versammelten Regierungen des Deutschen Bundes einen willkommenen Anlass, strenge Verbote jeder studentischen Organisierung zu beschließen.
Diese als Karlsbader Beschlüsse bekannt gewordenen Verbote gingen maßgeblich auf den Einfluss des reaktionären österreichischen Staatskanzlers Fürst Klemens Wenzel Lothar von Metternich zurück. Ihretwegen waren viele Burschenschafter in den nächsten Jahren unter staatlicher Beobachtung und wurden verfolgt. In den Beschlüssen wurde festgelegt, dass für jede Universität ein „landesherrlicher Bevollmächtigter“ zu ernennen sei, der vor Ort genau kontrollierte, ob die Professoren den Studenten politisch unliebsame Ideen vermittelten. Wichtigstes Gremium wurde die Mainzer Zentraluntersuchungskommission, der jede Auffälligkeit zu melden war. Missliebige Professoren konnten von der Universität verwiesen werden und erhielten im ganzen Deutschen Bund Berufsverbot.

„Die seit langer Zeit bestehenden Gesetze gegen geheime oder nicht autorisirte Verbindungen auf den Universitäten sollen in ihrer ganzen Kraft und Strenge aufrechterhalten, und insbesondere auf den seit einigen Jahren gestifteten, unter dem Namen der allgemeinen Burschenschaft bekannten Verein um so bestimmter ausgedehnt werden, als diesem Verein die schlechterdings unzulässige Voraussetzung einer fortdauernden Gemeinschaft und Correspondenz zwischen den verschiedenen Universitäten zum Grunde liegt. Den Regierungs-Bevollmächtigten soll in Ansehung dieses Punktes eine vorzügliche Wachsamkeit zur Pflicht gemacht werden.

Die Regierungen vereinigen sich darüber, daß Individuen, die nach Bekanntmachung des gegenwärtigen Beschlusses erweislich in geheimen oder nicht autorisirten Verbindungen geblieben oder in solche getreten sind, bei keinem öffentlichen Amte zugelassen werden sollen.“

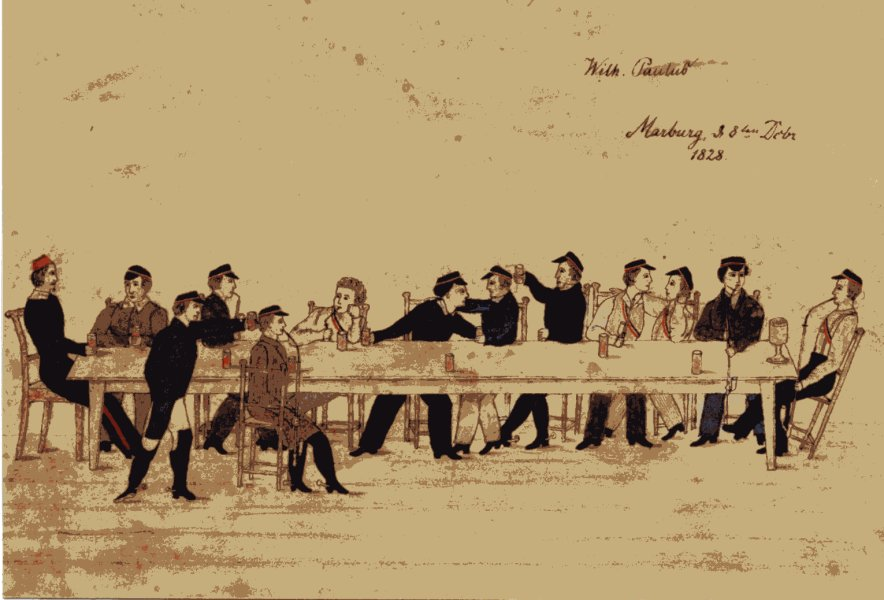
Kneiptafel Marburger Burschenschafter 1828

1822 zerfiel die Allgemeine Deutsche Burschenschaft wegen der anhaltenden Verfolgung, erstand aber 1827 auf dem Burschentag von Bamberg in kleinerem Rahmen neu. Auf diesem Burschentag wurde die Abkehr vom christlichen Prinzip beschlossen, so dass nun auch erstmals Juden Mitglied werden konnten. In weiterer Folge übernahm die Burschenschaft von den Corps die Mensur, nachdem die Urburschenschaft noch nichtschlagend gewesen war.
Um 1825 teilte sich die burschenschaftliche Bewegung mehr und mehr in eine radikal-republikanische und nationale Linie, die einen politischen Aktivismus vertrat („Germania“) und eine hochschulpolitische und freidenkerisch-liberale Linie, die auf eine Verinnerlichung des burschenschaftlichen Lebens abzielte („Arminia“). 1829 kam es schließlich zum Bruch: die arminischen Burschenschaften wurden aus dem Dachverband ausgeschlossen, die Existenzberechtigung wurde ihnen abgesprochen. Noch heute sind die Bezeichnungen Germania und Arminia die häufigsten Burschenschaftsnamen und an vielen Universitäten anzutreffen.

### Hambacher Fest

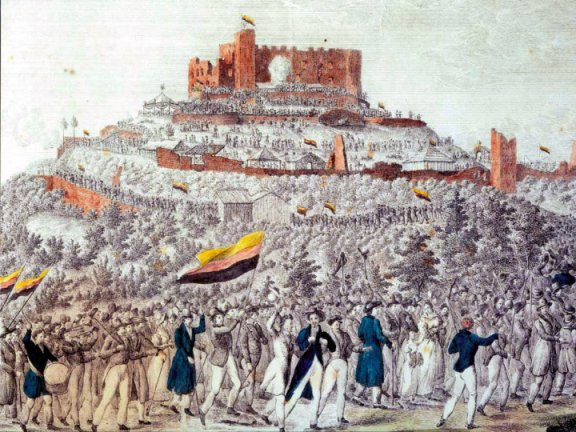
Hambacher Fest (Zeitgenössische Lithographie)

Nach der Julirevolution in Paris 1830 gewann die Demokratiebewegung in Deutschland wieder an Fahrt. Nach und nach wurden auch die Verbote der Karlsbader Beschlüsse in vielen deutschen Staaten wieder gelockert. Nicht so in der zum Königreich Bayern gehörenden Pfalz. Dort wurde als Reaktion auf die strenge und repressive Zensur im Frühjahr 1832 der Deutsche Preß- und Vaterlandsverein gegründet, dem auch zahlreiche Burschenschafter angehörten. Da politische Versammlungen in Bayern verboten waren, organisierte der Verein ein „Volksfest“ am Hambacher Schloss.
Auf dem vom 27. bis 30. Mai 1832 stattfindenden als Hambacher Fest in die Geschichte eingegangenen Treffen forderten die etwa 30.000 Teilnehmer Freiheit, Demokratie und die Einheit Deutschlands. Die Farben der Burschenschaft Schwarz-Rot-Gold wurden hier erstmals auch von Nicht-Studenten verwendet und schließlich zum Symbol des deutschen Strebens nach Einheit und Demokratie. 1848 wurden sie darum zu Farben des Deutschen Bundes und später zur Staatsflagge der Weimarer Republik, der Bundesrepublik Deutschland und auch der DDR.
Bei einer Versammlung führender deutscher Demokraten und Liberaler am zweiten Tag des Hambacher Fests forderten Vertreter der germanischen Burschenschaften die sofortige Bildung einer provisorischen Regierung und die Festsetzung eines Termins für den Beginn eines bewaffneten Aufstandes. Dies wurde jedoch von den Vertretern des Preß- und Vaterlandsvereins als aussichtslos abgelehnt.

### Frankfurter Wachensturm

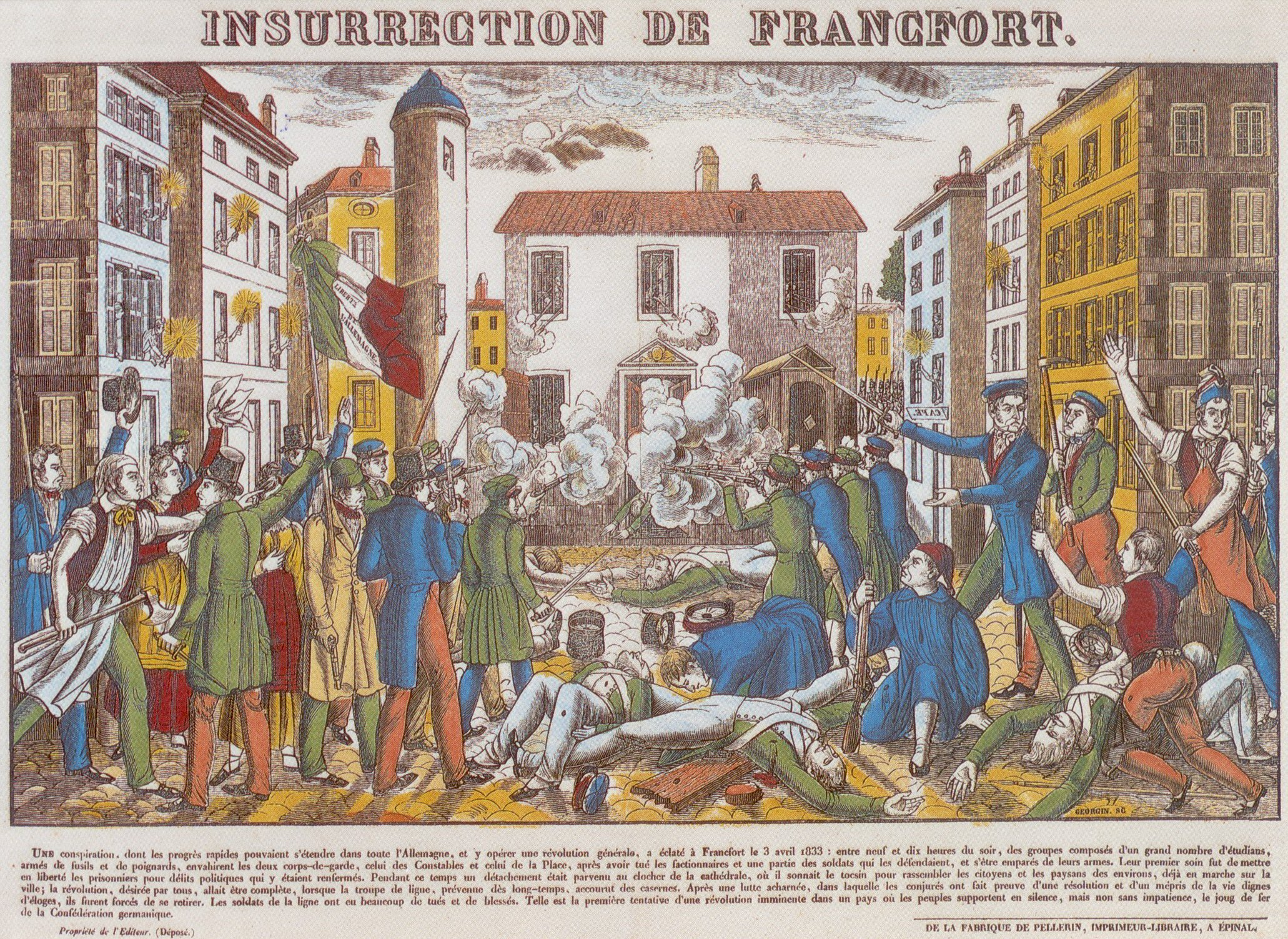
Frankfurter Wachensturm (Zeitgenössischer Kupferstich)

Eintrag im Schwarzen Buch (1838) der Frankfurter Bundeszentralbehörde

Es waren vor allem Burschenschafter der germanischen Richtung aus Heidelberg und Würzburg, die am 3. April 1833 den Frankfurter Wachensturm organisierten, durch den Waffen und die Kasse des Deutschen Bundes erobert werden sollten, was zur Auslösung eines bewaffneten Volksaufstandes hätte führen sollen. Das Scheitern dieser Aktion, bei der es neun Tote und 24 Verletzte unter den Aufständischen gab, stellte einen schweren Rückschlag für die gesamte burschenschaftliche Bewegung dar. Nur wenige Burschenschaften überstanden die nun wieder rigoros angewandten Verbote der immer noch gültigen Karlsbader Beschlüsse. Die Gründungsdaten der meisten heute noch existierenden Burschenschaften liegen daher nach diesem Datum.
Der Bundestag setzte eine Untersuchungskommission ein, die Frankfurter Bundeszentralbehörde, die jahrelange, ausgedehnte Nachforschungen nach den Verschwörern und ihren Hintermännern anstellte. Bis 1838 schrieb diese mehr als 1800 Personen – zu etwa zwei Dritteln Burschenschafter – zur Fahndung aus. Im Schwarzen Buch der Bundeszentralbehörde befinden sich Einträge zahlreiche Burschenschafter. Nicht wenige Burschenschafter verließen als sogenannte Dreißiger Deutschland und flohen nach Nordamerika. Wegen Hochverrats wurden schließlich 39 Personen zum Tode verurteilt, später jedoch zu – zum Teil lebenslänglichen – Haftstrafen begnadigt.
Am 10. Januar 1837 gelang es sechs der zu lebenslänglichen Haftstrafen verurteilten Burschenschafter mit Hilfe von außen, dem Gefängnis zu entfliehen. Die Sympathie der Bevölkerung war auf ihrer Seite. Gegen die Suchmaßnahmen der Behörden wurden Spottverse gedichtet, die noch heute in studentischen Liederbüchern stehen und regelmäßig gesungen werden.
Die freie Republik (um 1837, Verfasser unbekannt)

| 1) In dem Kerker saßen zu Frankfurt an dem Main schon seit vielen Jahren sechs Studenten ein, die für die Freiheit fochten und für das Bürgerglück und für die Menschenrechte der freien Republik. 2) Und der Kerkermeister sprach es täglich aus Sie, Herr Bürgermeister, es reißt mir keiner aus. Aber doch sind sie verschwunden abends aus dem Turm, um die zwölfte Stunde, bei dem großen Sturm. 3) Und am nächsten Morgen hört man den Alarm, o es war entsetzlich der Soldatenschwarm. Sie suchten auf und nieder, sie suchten hin und her, sie suchten sechs Studenten und fanden sie nicht mehr. | 4) Doch sie kamen wieder mit Schwertern in der Hand. Auf, ihr deutschen Brüder, jetzt geht's fürs Vaterland. Jetzt geht's für Menschenrechte und für das Bürgerglück. Wir sind doch keine Knechte der freien Republik. 5) Wenn euch die Leute fragen wo ist Absalom, so dürft ihr wohl sagen, hohe hängt er schon. Er hängt an keinem Galgen, er hängt an keinem Strick, sondern an dem Glauben an die freie Republik. |

### Progress
Nach dem Scheitern des Frankfurter Wachensturms sorgten die strengen Unterdrückungsmaßnahmen für den Untergang der meisten Burschenschaften. Die verbleibenden oder im Geheimen neu gegründeten Burschenschaften waren klein und weniger politisch als zuvor. Sie glichen sich in dieser Zeit den konservativen Corps an und verloren potentielle Mitglieder an die neu entstehenden unpolitischen studentischen Vereinigungen wie akademische Gesangsvereine oder wissenschaftliche Verbindungen.
In den 1840er Jahren gewann die Progress-Bewegung auch innerhalb der Burschenschaft an Anhängern. Ziele dieser liberalen Fortschrittsbewegung in der Studentenschaft waren die Gleichheit aller Studenten durch Aufhebung der Privilegien der Studentenverbindungen, die Aufhebung der akademischen Privilegien gegenüber der Bürgerschaft und die Reform der Universitäten durch Abschaffung der akademischen Gerichtsbarkeit und des Duells. Mitte der 1840er Jahre radikalisierte sich diese Bewegung und forderte die Abschaffung der überlieferten studentischen Traditionen und Sonderstellungen. Letztendlich wurden diese Ziele nicht erreicht. Für die burschenschaftliche Bewegung bedeutete der Progress aber eine erneute Stärkung und zugleich Diversifizierung durch zahlreiche Spaltungen und Neugründungen.

### Von der Märzrevolution zur Reichseinigung (1848–1870)

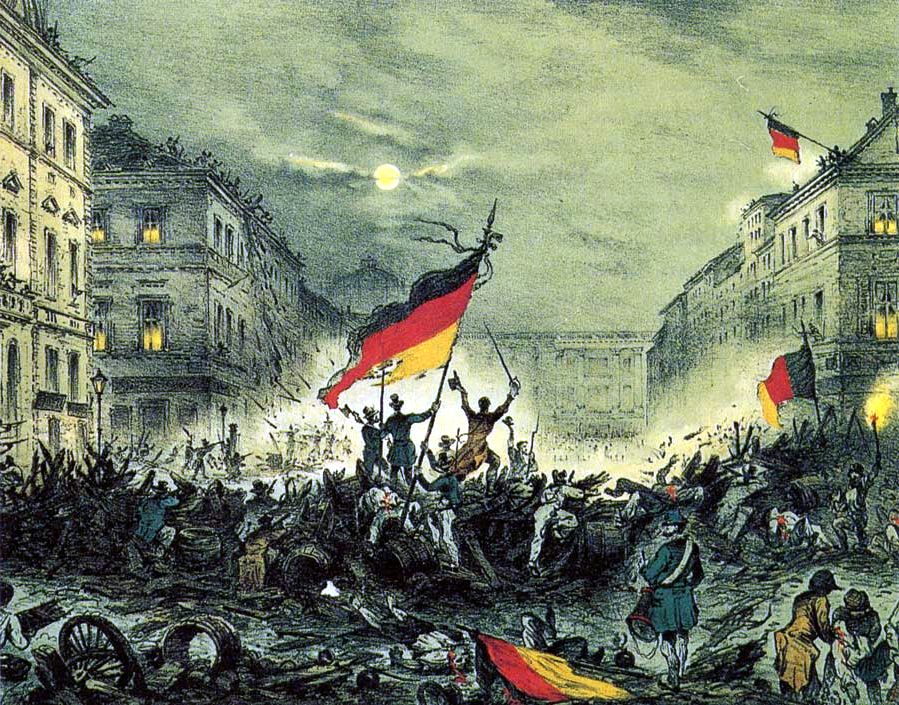
Jubelnde Revolutionäre nach Barrikadenkämpfen am 18. März 1848 in Berlin

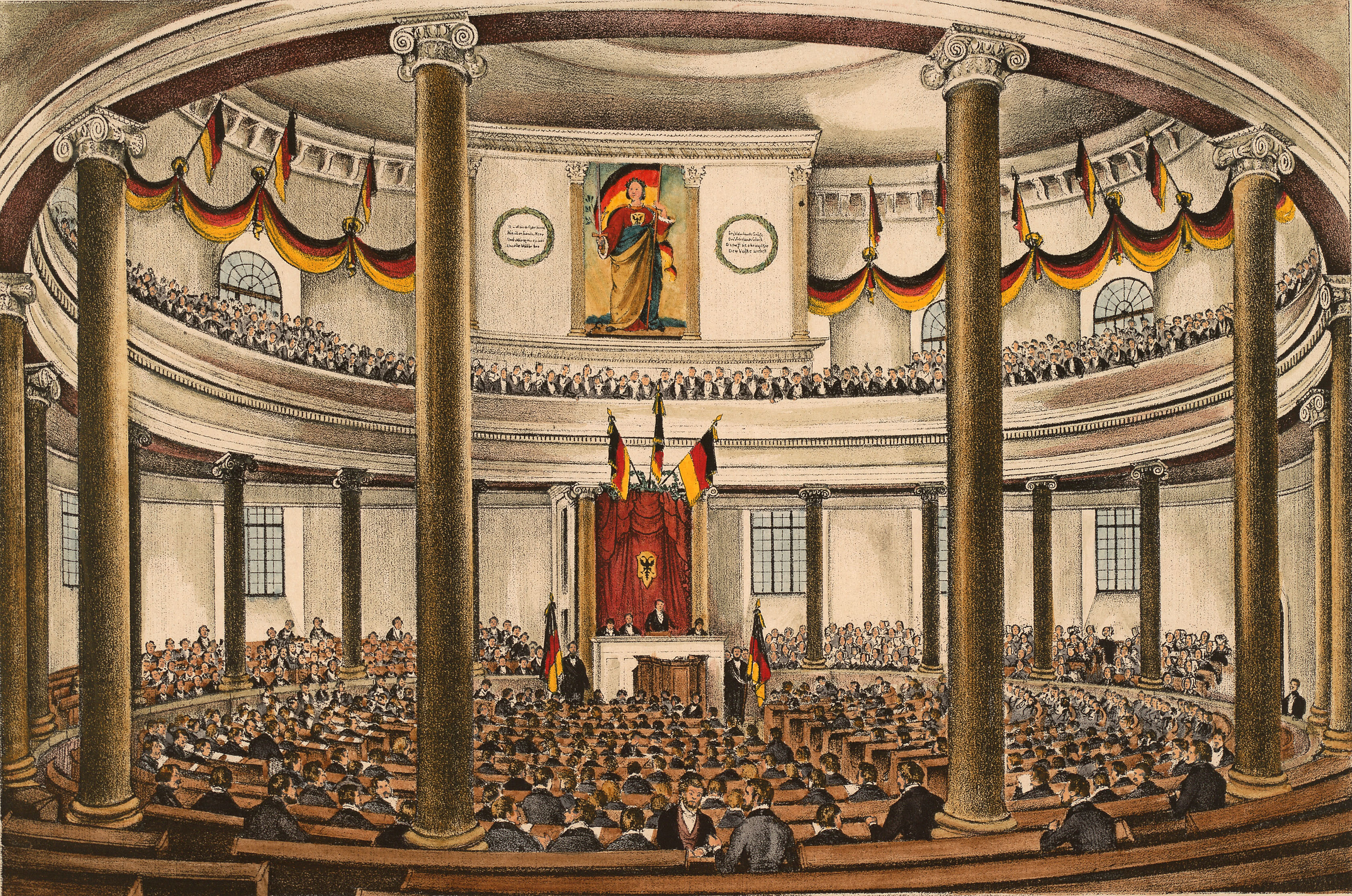
Die Nationalversammlung in der Paulskirche

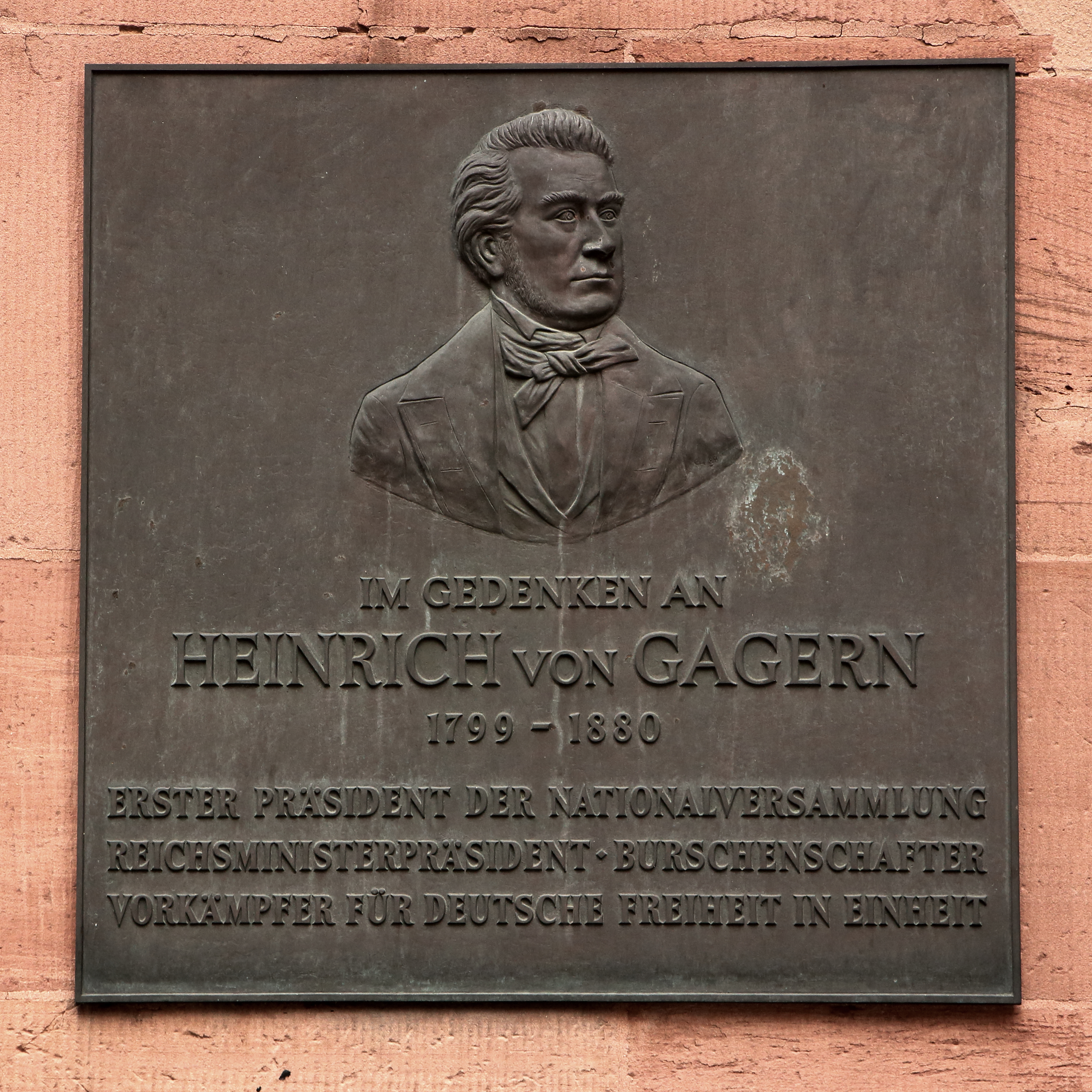
Gedenktafel an der Paulskirche für den Burschenschafter Heinrich von Gagern

Die Burschenschaften waren eine treibende Kraft der Revolution von 1848. Infolge der Einrichtung der Nationalversammlung in der Frankfurter Paulskirche, der bis zu 163 Burschenschafter angehörten und deren erster Präsident Heinrich von Gagern Burschenschafter war, wurden die Karlsbader Verbote endgültig aufgehoben. Die Farben der Burschenschaft Schwarz-Rot-Gold wurden am 31. Juli 1848 zu deutschen Nationalfarben erklärt. Die ehemals verfolgten und in den Untergrund getriebenen Organisationen verwandelten sich nun in Vereine der akademischen Elite. Burschenschaften und alle Arten von Studentenverbindungen vermehrten sich ungemein.
Nach dem Scheitern der Revolution mussten aber erneut zahlreiche Burschenschafter Deutschland verlassen und emigrierten als Teil der sogenannten Forty-Eighters vor allem in die USA – unter anderem der spätere US-Innenminister Carl Schurz – aber auch nach Australien und Südamerika.
Nach der Aufhebung der Karlsbader Beschlüsse wurde immer wieder der Versuch gestartet, einen burschenschaftlichen Dachverband zu gründen. Kurzfristig bestehende Dachverbände waren die Allgemeine Burschenschaft (gegründet 1850), der Eisenacher Burschenbund (1864), die Eisenacher Konvention (1870) und der Eisenacher Deputierten-Convent (1874), die aber nie eine Mehrheit der Burschenschaften in sich vereinigen konnten und sich jeweils nach wenigen Jahren wieder auflösten. Auch im Norddeutschen Kartell kamen 1855 für mehrere Jahre einige Burschenschaften zusammen. Initiiert vom Eisenacher Burschenbund kam es seit den 1860er Jahren aber zur Etablierung örtlicher Deputierten-Convente.
Anlässlich des 100. Geburtstag von Friedrich Schiller kam es 1859 zu den ersten offiziellen Gründungen von Burschenschaften im Österreichischen Kaisertum. Zuvor hatte Metternich dort ein Koalitionsverbot mit effizienten Unterdrückungsmethoden durchsetzen können. Erst nach der verlorenen Schlacht von Solferino musste Kaiser Franz Joseph I. Zugeständnisse an die Bürger unter anderem in Form von liberaleren Vereinsgesetzen machen. Bis 1849 hatten in Österreich-Ungarn noch die mittelalterlichen Nationes existiert, nach der Revolution hatte nach deren Verbot ein zehnjähriges Vakuum geherrscht. Dies wurde nun durch eine Gründungswelle studentischer Korporationen kompensiert. In Österreich entstanden also Burschenschaften, Corps, neue Landsmannschaften und katholische Verbindungen nicht nacheinander und aus unterschiedlichen Beweggründen, sondern gleichzeitig und parallel in den Jahren 1859–1864. Die Burschenschaft hatte im Vielvölkerstaat jedoch mit nationalen Identitätsproblemen zu kämpfen und begann sich in Österreich-Ungarn verstärkt in Richtung Deutschnationalismus zu entwickeln.
Die katholische Kirche sah in den Burschenschaften und anderen Korporationen zunehmend eine Gefahr für die Sittlichkeit und den Glauben und ahndete die Mensur mit der Exkommunikation. Daraufhin kam es – vor allem im preußisch-protestantisch dominierten Deutschland – zur Unterdrückung katholischer Studenten durch andere Korporationen, weswegen auf Initiative der Kirche und einzelner Pfarrer nach und nach katholische Studentenverbindungen gegründet wurden, die sich, ohne die Ideologie der Burschenschaft zu teilen, fast genau deren Aussehen und Brauchtum gaben.

### Kaiserreich (1871–1918)

Prager Burschenschaft Teutonia 1895

Nach der Reichsgründung 1871 sahen die Burschenschaften im Deutschen Reich – ganz im Gegensatz zu denen in Österreich – ihr wichtigstes Ziel, nämlich den Zusammenschluss der deutschen Länder und Staaten, als erreicht an. In dieser Zeit glichen sich alle Studentenverbindungen nach dem Vorbild der Corps untereinander an. Für die Burschenschaften hieß das vor allem, dass Duelle zur Pflicht wurden. In der Anfangsphase hatte die Burschenschaft Duelle noch abgelehnt. In extremen Fällen wandelten sich vormalige Burschenschaften gänzlich in Corps um. So konstituierte sich etwa die Burschenschaft Arminia Königsberg (gegr. 1860) 1876 als Corps Hansea Königsberg und trat dem KSCV bei, ebenso die Burschenschaft Hannovera Göttingen, die sich 1878 zum Corps Hansea Göttingen erklärte und dem KSCV anschloss.
Aus der revolutionären Bewegung wurde eine staatstragende Organisation. Der Kampf für Einheit und Freiheit verflachte vielfach zu bloßem Nationalismus. Das politische Spektrum blieb aber dennoch sehr breit und reichte von radikal-demokratischen über national-konservative bis zu völkisch-antisemitisch eingestellten Gruppen. Anders in Österreich: Deutschnationale und radikal antisemitische Politiker wie der Burschenschafter Georg von Schönerer polemisierten gegen das supranationalistisch und katholisch eingestellte Kaiserhaus der Habsburger und für einen alldeutschen Zusammenschluss.

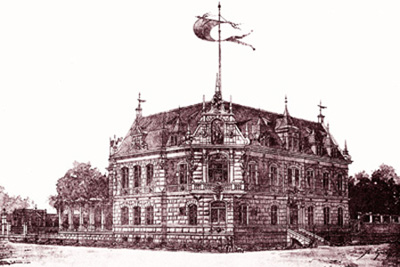
Haus der Burschenschaft der Bubenreuther Erlangen, erbaut 1889

Im Kaiserreich kam es erstmals zur Gründung langlebiger burschenschaftlicher Dachverbände: 1881 wurde in Eisenach von zunächst ausschließlich reichsdeutschen Burschenschaften der Allgemeine Deputierten Convent gegründet, der sich ab 1902 Deutsche Burschenschaft (DB) nannte. 1883 entstand als Gegenbewegung der Allgemeine Deutsche Burschenbund (ADB), der Dachverband der sogenannten Reformburschenschaften.
Die österreichischen Burschenschaften rangen wie die reichsdeutschen lange um die Gründung eines Dachverbandes. Schon 1880 hatte Teutonia Prag die Gründung eines Südostdeutschen DC angeregt. Die Streitigkeiten der einzelnen Bünde untereinander verhinderte dieses Unterfangen aber über mehr als zwei Jahrzehnte. Andere Burschenschaften strebten von vornherein einen Anschluss an den reichsdeutschen ADC an. Die erste Verbandsgründung stellte 1890 der Linzer Deputierten-Convent dar, dem sich aber die meisten Prager Burschenschaften aufgrund von Streitigkeiten vorerst nicht anschlossen. Der LDC scheiterte 1900, abermals verursacht durch Streitigkeiten der Prager Burschenschaften, die ihm mittlerweile beigetreten waren. 1907 gründeten sämtliche Burschenschaften des österreichischen Kaiserreichs maßgeblich durch die Initiative der Alten Herren schließlich einen einigen Dachverband: die Burschenschaft der Ostmark (BdO). 1908 legten die BdO fest, dass nur Hochschüler mit Reifezeugnis, arischer Abkunft und deutscher Muttersprache aufnahmefähig seien. Pharmazeuten, die damals noch ohne Matura studierten, konnten Conkneipanten werden.
1896 gründeten die Nachfahren deutscher Einwanderer in Santiago de Chile mit der Burschenschaft Araucania die erste von heute fünf Burschenschaften in Chile.
Im Deutschen Kaiserreich erlebten die Studentenverbindungen eine Blütezeit. In dieser Zeit erwarben auch viele Burschenschaften eigene Korporationshäuser. 1913 besaßen 45 von 66 Mitgliedsbünden der DB ein eigenes Haus, bei den technischen Burschenschaften des RVdB waren es 16 von 35. In Österreich war die Lage anders, hier verfügten 1913 nur sechs der 41 in der BdO zusammengeschlossenen Burschenschaften über ein eigenes Haus.

### Weimarer Republik (1919–1933)

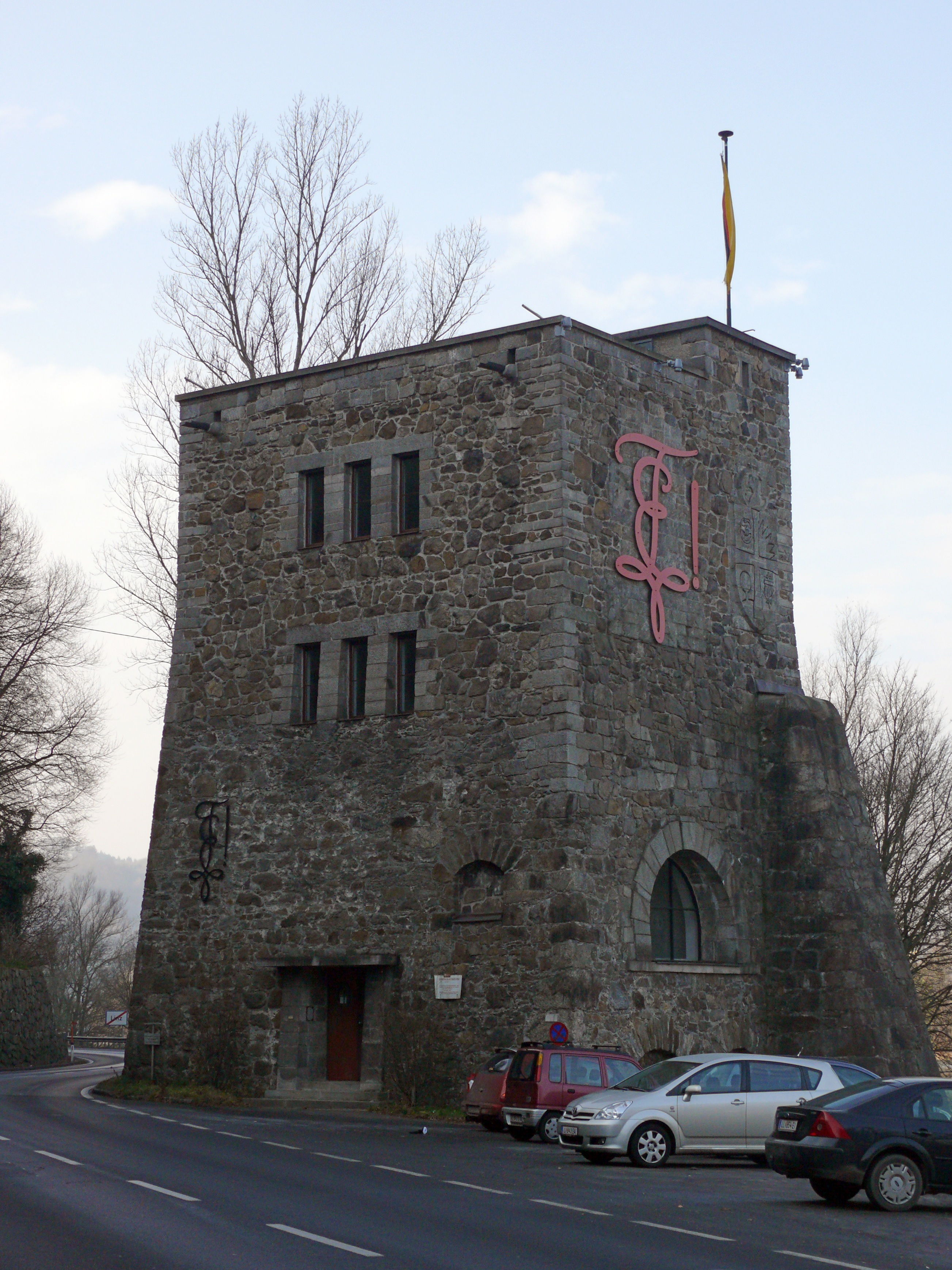
Burschenschafterturm bei Linz; 1917 erworben, wurde er 1928 zum „Anschlußdenkmal“ der DB ausgebaut.

Der Ausgang des Ersten Weltkriegs und die Bestimmungen der Pariser Vorortverträge besiegelten auch den Untergang der deutschsprachigen Universitäten in Straßburg und Czernowitz. Dort ansässige Burschenschaften mussten ihre Aktivitäten einstellen oder an andere Universitätsstädte verlegen.
Obgleich die Verfassung der Weimarer Republik große Teile der burschenschaftlich geprägten Paulskirchenverfassung übernommen hatte, waren viele junge Burschenschafter monarchistisch eingestellt oder standen der Konservativen Revolution nahe, während die meisten Alten Herren die neue Staatsform befürworteten.
Die Burschenschaften des ehemaligen österreichischen Kaiserreiches wurden 1919 in die DB aufgenommen, woraufhin die BdO zu bestehen aufhörte. Der Antisemitismus nahm daraufhin auch innerhalb der DB zu und führte 1920 zu dem Beschluss, keine Juden mehr als Mitglieder aufzunehmen. Auf der anderen Seite waren Burschenschafter in vielen wichtigen Positionen des neuen Staates tätig. Der bekannteste Burschenschafter war der Reichskanzler und Außenminister Gustav Stresemann, einer der Wegbereiter der deutsch-französischen Freundschaft und Friedensnobelpreisträger.
1920 wurde mit dem Verband Deutscher Burschen (VDB) ein weiterer reformburschenschaftlicher Korporationsverband gegründet. Die Burschenschaften des VDB lehnten im Gegensatz zu denen der DB und des ADB aber die Mensur ab.
Zu Adolf Hitlers Machtergreifung verhielten sich Burschenschafter nicht einheitlich. So wurde sie, wie von großen Teilen der Bevölkerung, auch von einem großen Teil der Burschenschafter, welche mitunter führende Ämter einnahmen, begeistert begrüßt, während andere vereinzelt sogar im Widerstand aktiv waren (z. B. Hermann Kaiser). Einige Verbindungen schlossen schon kurz darauf ihre jüdischen Mitglieder aus. In vielen ihrer Publikationen wird spätestens mit der Machtergreifung eine antisemitische Haltung unübersehbar. Die Deutsche Burschenschaft als Dachverband hatte sogar noch vor Hitlers Machtergreifung „den Nationalsozialismus als wesentlichen Teil der völkischen Freiheitsbewegung“ per Beschluss auf dem Burschentag von 1932 „bejaht“, in demselben Beschluss aber dem Nationalsozialistischen Deutschen Studentenbund (NSDStB) das Vertrauen versagt. Noch im selben Jahr wurde unter Federführung der DB die in Opposition zum NSDStB stehende „Hochschulpolitische Arbeitsgemeinschaft studentischer Verbände“ (Hopoag) gegründet, die aber schon im April 1933 von den neuen Machthabern aufgelöst wurde.

### Gleichschaltung und Auflösung im Dritten Reich (1933–1945)

Verbot der letzten bestehenden Korporationsverbände durch Heinrich Himmler 1938

Die meisten Burschenschaften begrüßten die Aufhebung des Mensurverbots durch die Nationalsozialisten. Zwar regte sich Ablehnung der nationalsozialistischen Vereinnahmung des studentischen Lebens und bildungsbürgerliche Skepsis gegenüber dem Nationalsozialismus, es gab aber „nur einzelne burschenschaftlichen Stimmen, die gegen den Nationalsozialismus Stellung bezogen.“ Nach der Machtergreifung der Nationalsozialisten wurde die BdO in Österreich wieder ins Leben gerufen, nachdem die Burschenschaften mit Sitz außerhalb des Deutschen Reichs die DB aus politischen Gründen verlassen mussten.
Ab 1934 wurden alle Studentenverbindungen und -verbände im Rahmen der Gleichschaltung immer stärker unter Druck gesetzt, um sie in den NSDStB einzugliedern, der als einzige studentische Großorganisation etabliert werden sollte. Dazu wurden die Dachverbände zur Einführung des Führerprinzips gezwungen, anschließend zahlreiche Korporationsverbände zwangsfusioniert. So ging 1934 der ADB in der DB auf. Der VDB sollte mit dem Schwarzburgbund fusionieren, wozu es jedoch nicht mehr kam. Der nach dem Führer der ebenfalls gleichgeschalteten Deutschen Studentenschaft (DSt) Andreas Feickert sogenannte „Feickert-Plan“ sah außerdem die Umwandlung aller Studentenverbindungen in „Kameradschaften“ des NSDStB vor.
Gegen diese und andere der Burschenschaft von außen aufgezwungenen Veränderungen regte sich Widerstand: Noch im selben Jahr gründeten zahlreiche aus der DB ausgetretene und ausgeschlossene Burschenschaften die Alte Burschenschaft, die sich allerdings schon 1935 wieder auflösen musste. Zwei Tage später, am 18. Oktober 1935 löste sich auch die DB auf. Nachdem im März 1936 Rudolf Heß schließlich allen studentischen Mitgliedern der NSDAP die Mitgliedschaft in einer studentischen Verbindung verbot, wurde ein öffentliches Aktivenleben unmöglich. Bis zum Ende des Jahres lösten sich die meisten noch bestehenden Burschenschaften auf. Die übrigen wandelten sich in Kameradschaften um, einige konnten so verdeckt ihre Traditionen fortführen.
Nach dem Anschluss Österreichs 1938, der Besetzung der Rest-Tschechei 1939, der Einverleibung Luxemburgs 1940, sowie der Okkupation der Niederlande und Belgiens wurden auch die dortigen Burschenschaften und die BdO aufgelöst, sodass ab diesem Zeitpunkt nur noch die vier Burschenschaften in Chile existierten.
In Österreich hatten Burschenschaften vor dem Anschluss – während des Verbots der NSDAP im Austrofaschismus – für die illegalen Nazis eine Rolle als „legale Organisationsbasis“ und als Unterstützung bei der nationalsozialistischen Machtübernahme gespielt. Die Rolle der Burschenschaften wurde vom Rektor der Universität Wien 1938 betont: „Das große Verdienst der deutsch eingestellten studentischen Korporationen Österreichs besteht darin, dass sie sich in der Zeit des Kampfes restlos in den illegalen politischen Aufbau eingefügt haben. Jede Körperschaft bildete einen in sich geschlossenen Kampftruppenteil.“ Schon 1932/33 hatten die Österreichischen Burschenschaften das „Führerprinzip“ von der NSDAP übernommen, vielfach wurde eine Mitgliedschaft bei SA und SS zur Pflicht. Der Großteil der Burschenschafter war schon vor 1938 illegal für die NSDAP aktiv gewesen. Nach der Machtübernahme der Nationalsozialisten schlossen sich mehr als 80 Prozent der Burschenschafter der NSDAP an. Der Anteil der NSDAP-Mitglieder war somit höher als in Deutschland.

### Nachkriegszeit
Nachdem die Nationalsozialisten alle offen agierenden Studentenverbindungen verboten und ihre Mitglieder in Kameradschaften innerhalb des Nationalsozialistischen Deutschen Studentenbundes eingegliedert hatten, wurde das klassische Verbindungsleben nach 1945 nur in den westlichen Besatzungszonen, der späteren Bundesrepublik, und in Österreich, nicht aber auf dem Boden der DDR wiederbelebt. Da die sowjetische Verwaltung signalisierte, dass sie kein Verbindungsleben auf dem Territorium der sowjetischen Besatzungszone dulden würde, versuchten dort ansässige Verbindungsstrukturen, möglichst viel an Material und historischen Erinnerungsstücken in den Westen zu schaffen und an einer Universität in der entstehenden Bundesrepublik eine neue Existenz aufzubauen. Berliner Verbindungen verlegten ihren Sitz an die neugegründete Freie Universität Berlin oder an die Technische Universität Berlin im Westteil der Stadt. Die im Westen wiedergegründeten Verbindungen hielten mit den „Alten Herren“ in der DDR aus Sicherheitsgründen nur auf sehr diskrete Weise Kontakt. Die kommunistische Führung der DDR wertete die Burschenschaften negativ als konservativ-reaktionäre Vereinigungen. So verschwand die verbindungsstudentische Kultur auf dem Gebiet der DDR aus dem Bewusstsein der Bevölkerung. Eine Ersatzfunktion übernahmen später Studentenverbindungen der DDR. Erst nach der Wende (DDR) konnten sich Burschenschaften auch wieder in den neuen Bundesländern betätigen.
Die Kameradschaften wurden als Teil des NSDStB von den alliierten Verwaltungsbehörden verboten, ihre Häuser beschlagnahmt.
Die 1945 von den alliierten Militärregierungen erlassenen Verbote deutscher Vereine betrafen auch die Studentenverbindungen. Dieses Verbot wurde in der Bundesrepublik erst 1950 offiziell wieder aufgehoben. In diesem Jahr wurden sowohl die DB als auch der VDB wiedergegründet, nicht jedoch der ADB, dessen Burschenschaften sich zum größten Teil an der Wiedergründung der DB beteiligten. Der nichtschlagende VDB löste sich bereits 1956 wieder auf, die meisten seiner Mitgliedsverbindungen gingen in den 1957 gegründeten Deutschen Burschen-Ring (DBR), der bis 1964 existierte. Heute sind die meisten ehemaligen VDB-Burschenschaften dachverbandsfrei oder Mitglied im Schwarzburgbund (SB). Heute gibt es keinen reformburschenschaftlichen Dachverband mehr.
Die Burschenschaften Österreichs gründeten nach dem Krieg mit dem Allgemeinen Delegierten Convent einen eigenen Dachverband, der sich 1959 in Deutsche Burschenschaft in Österreich (DBÖ) umbenannte und ab 1952 ein Arbeits- und Freundschaftsabkommen mit der DB unterhielt. Zur Kernideologie der österreichischen Burschenschaften wurde die Position, dass Österreich Teil einer Deutschen Nation sei. Diese Position wurde durch Medien des rechten Lagers wie Die Aula, ab 1970 auch durch Aktionen und Kundgebungen zu verbreiten versucht. Diese Aktivitäten stießen auf wenig öffentliche Wahrnehmung, was sich die Burschenschaften mit einem geringen Bezug der österreichischen Bevölkerung zur DDR und zu Gebieten wie dem Memelland erklärten. Aktivitäten der Burschenschaften zur Vermittlung einer völkischen Agenda konzentrierten sich daher ab 1990 auf österreichische Gebietsansprüche.

### Krise der Deutschen Burschenschaft
Seit Ende der 1950er Jahre gab es in der DB, wie auch in vielen anderen schlagenden Dachverbänden, immer stärker werdende Bestrebungen, das erst 1954 wieder verbindlich gemachte studentische Fechten aufzugeben oder zumindest freizustellen. Das durch die deutsche Studentenbewegung der 1960er Jahre veränderte Gesellschaftsklima verstärkte bei vielen jungen Burschenschaftern den Wunsch, das überlieferte studentische Brauchtum dem Zeitgeist anzupassen. Die Mensur galt vielfach als ein überkommenes Relikt, das vielen jungen Studenten nicht mehr zu vermitteln war. Aber diese damals fortschrittlichen Ideen konnten auf dem Burschentag der DB nicht mit einer Mehrheit rechnen, alle Anträge in dieser Richtung wurden abgelehnt. Wegen Aufgabe der Mensur wurden Ende der 1960er Jahre zahlreiche Burschenschaften aus der DB ausgeschlossen oder schieden durch Selbstausschluß wegen Aufgabe von Verbandsprinzipien aus dieser aus.
Seit der Wiedergründung der DB 1950 hatte es außerdem Bestrebungen gegeben, Burschenschaften unabhängig von staatlichen Grenzen in einem gemeinsamen Dachverband zusammenzufassen, wie dies bereits zwischen 1919 und 1933 der Fall gewesen war. Diese Bestrebungen führten auf dem Burschentag in Nürnberg 1961 zum Antrag auf Fusion der DB mit der DBÖ. Nachdem der Antrag nicht die nötige Mehrheit gefunden hatte, gründeten Befürworter der Fusion aus beiden Verbänden die Burschenschaftliche Gemeinschaft (BG).
Die scharfen Auseinandersetzungen in diesen beiden Fragen führten die DB in eine tiefe Krise, die auch eine Spaltung des Verbandes möglich erscheinen ließ. Anträge auf Vertagung oder Auflösung der DB zeugen von der Handlungsunfähigkeit des Verbandes in dieser Zeit. 1970 wurde darum ein Satzungsausschuss eingesetzt, der zum folgenden Burschentag eine Kompromisslösung präsentieren konnte, die vier wesentliche Änderungen beinhaltete:

„Die Bestimmungsmensur wird den einzelnen Verbindungen zukünftig freigestellt sein. Im Gegenzug dafür können die Burschenschaften aus Österreich bis zum 31. August 1972 in die DB eintreten. Darüber hinaus wird der volkstumsbezogene Vaterlandsbegriff in die Grundsätze verankert und bei Aufgabe bzw. Verstoß gegen die Grundsätze wird die sog. Selbstausschlußklausel wirksam.“

Auf dem Burschentag in Landau 1971 wurde schließlich dem vierten verhandelten Abänderungsantrag dieses Historischen Kompromisses genau mit der benötigten 3/4-Mehrheit zugestimmt. Der lange befürchtete Bruch zwischen konservativen und liberalen Burschenschaften war somit – zumindest vorerst – vermieden worden. Durch den Kompromiss wurde „eines der dunkelsten Kapitel der DB in der Nachkriegszeit“ allerdings „nur pro forma“ beendet: „Die Einheit konnte zwar durch diesen sog. „historischen Kompromiß“ gerettet werden, aber eine Konformität im Denken wurde nicht erreicht.“
Anders als ursprünglich vorgesehen, löste die BG sich im Anschluss an den Kompromiss nicht wieder auf. Viele Burschenschaften traten jedoch 1971 aus der BG aus. Durch den Beitritt der österreichischen Burschenschaften wurde der Einfluss der BG auf die DB dennoch gestärkt.
Viele DB-Burschenschaften stellen oder stellten seit 1971 ihren Mitgliedern das Schlagen von Bestimmungsmensuren frei. Seit 2024 ist die DB wieder pflichtschlagend.
Ab Mitte der 1970er Jahre stiegen die Mitgliederzahlen bei vielen Burschenschaften wieder an, wenn auch die Zahlen aus der Zeit vor der Studentenbewegung nicht mehr erreicht wurden.
Die Abspaltung der Neuen Deutschen Burschenschaft (NeueDB) von der DB im Jahr 1996 ist auch auf die Ablehnung des 1971 zum Verbandsprinzip erhobenen volkstumsbezogenen Vaterlandsbegriffs zurückzuführen. In der NeuenDB können nur Burschenschaften mit Sitz in der Bundesrepublik Deutschland Mitglied werden. Für die NeueDB löste „der sog. historische Kompromiß 1971, der die Pflichtmensur abschaffte und die Aufnahme von deutschen Burschenschaften in Österreich ermöglichte, […] die Probleme nur vordergründig.“
In den Jahren 2007 und 2008 traten die drei als Urburschenschaften bezeichneten Jenaischen Burschenschaften aus der DB aus. Dies wird vielfach als vorläufiger Höhepunkt eines Zerfallsprozesses in diesem Verband gesehen, an dem auch Reformbestrebungen, etwa der Stuttgarter Initiative, nichts zu ändern vermochten.
27 Burschenschaften, mehrheitlich ehemalige Mitglieder der DB, gründeten am 2. Oktober 2016 den Korporationsverband Allgemeine Deutsche Burschenschaft.
Der Aufstieg der rechten Partei Alternative für Deutschland seit 2013 brachte Burschenschaftern wieder vermehrtes politisches Gewicht. Teilweise wurden Vergleiche mit dem Einfluss von Burschenschaftern auf die österreichische FPÖ gezogen. Über die Listen der AfD zogen Burschenschafter in den Bundestag (u. a. Albrecht Glaser, Matthias Helferich, Enrico Komning, Sebastian Münzenmaier, Jörg Schneider, Christian Wirth) und diverse Landtage ein (u. a. Hartmut Beucker, Torben Braga, Jens Dietrich, Klaus Esser, Horst Förster, Frank Grobe, Christoph Maier, Ferdinand Mang, Zacharias Schalley, Alexander Wolf). Da die Mitarbeiterstäbe der AfD-Fraktionen viele Burschenschafter aufweisen, gelten vor allem die Bünde der Deutschen Burschenschaft als Kaderschmiede der Partei.

## Verschiedene Arten von Burschenschaften

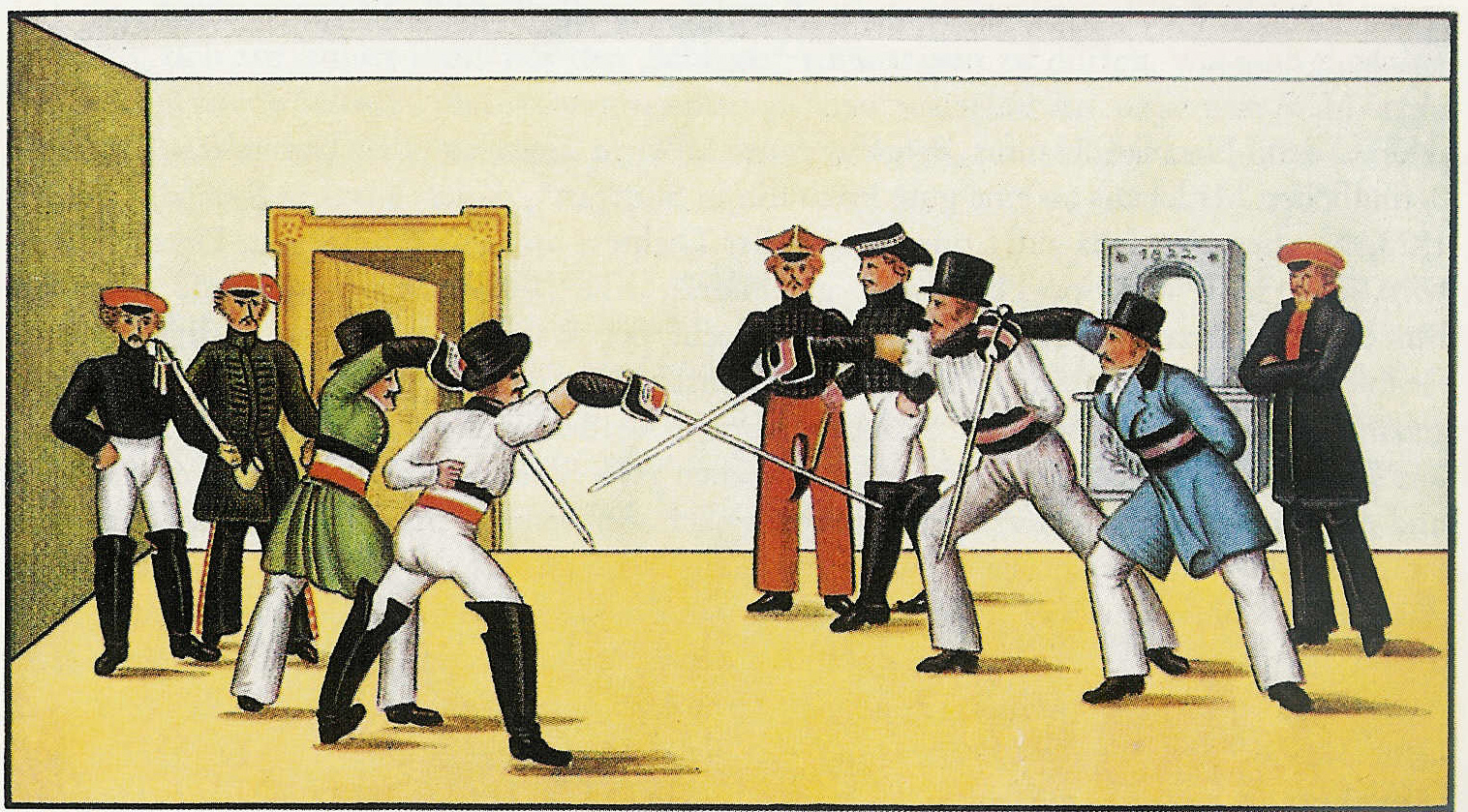
Stammbuchblatt von 1822: Tübinger Mensur zwischen einem Corpsstudenten und einem Burschenschafter (rechts)

Die meisten sich als „Burschenschaft“ bezeichnenden Studentenverbindungen berufen sich auf das Erbe der Urburschenschaft. Dabei gibt es allerdings teilweise gewaltige Unterschiede zwischen den einzelnen Burschenschaftstypen. Einer der wichtigsten Unterschiede ist die Stellung zur Mensur. Der Typus der schlagenden Burschenschaften ist der größere und ältere. Die meisten dieser Burschenschaften sind heute entweder pflichtschlagend oder fakultativ schlagend. Nichtschlagende Burschenschaften entstanden vor allem nach 1848 mit den christlichen Burschenschaften und um 1900 mit den Reformburschenschaften. Es gibt aber auch einige ehemals schlagende Burschenschaften, die – insbesondere in den 1960er Jahren – die Mensur komplett aufgegeben haben.

### Schlagende Burschenschaften
Obwohl die Urburschenschaft selbst nichtschlagend gewesen war, übernahmen die frühen Burschenschaften vielfach schon in den 1820er Jahren die Mensur von den Corps. Zur gleichen Zeit kam es innerhalb der Burschenschaft zur ersten Spaltung: es entstanden die arminischen und die germanischen Burschenschaften.

#### Arminische und germanische Burschenschaften
Seit 1825 teilte sich die burschenschaftliche Bewegung mehr und mehr in eine radikal-republikanische und nationale Linie („Germania“) und eine hochschulpolitische und freidenkerisch-liberale Linie (Arminia). Diese Teilung entstand zuerst in Erlangen und breitete sich schließlich auf die ganze burschenschaftliche Bewegung aus. Während es sich bei den Germanen um die „waffenfreudigen Verfechter eines straffen Verbindungslebens“ handelte, die „die theoretische Beschäftigung mit politischen Problemen zur Verpflichtung erheben wollten“, zielten die Arminen „auf eine Verinnerlichung des burschenschaftlichen Lebens und lehnten politische Diskussionen ab.“ 1829 kam es schließlich zum Bruch: die arminischen Burschenschaften wurden von der germanischen Mehrheit aus der Allgemeinen Deutschen Burschenschaft ausgeschlossen.

#### Rote und weiße Burschenschaften
Ende des 19. Jahrhunderts manifestierte sich innerhalb der Deutschen Burschenschaft eine weitere Diversifizierung, die die erste Teilung in Arminia und Germania fortan zu einem großen Teil überlagerte: es entstanden als große Fraktionen die „Rote“ und die „Weiße Richtung“.
Die roten Burschenschaften bezeichnen sich selbst als bodenständig und stellen die politische Bildung in den Vordergrund, während die weißen Burschenschaften größeren Wert auf gesellschaftliche Umgangsformen legen und „mit Nachdruck die korporative Eigenart und waffenstudentischen Aufgaben der Einzelburschenschaften und die Wahrung der überlieferten Formen eines straff geknüpften Gemeinschaftslebens“ betonen.
Diese Teilung war bis zur Gründung der Burschenschaftlichen Gemeinschaft (BG) für die Verbandspolitik der DB prägend. Nachdem sowohl 1961 die BG als auch 1996 die Neue Deutsche Burschenschaft von roten und weißen Burschenschaften gemeinsam gegründet wurden, trat auch dieses Merkmal bei vielen Burschenschaften in den Hintergrund.

#### Reformburschenschaften
Die seit Ende des 19. Jahrhunderts entstehenden Reformburschenschaften bezogen sich stärker als die klassischen Burschenschaften auf das liberal-demokratische Erbe der Urburschenschaft. Sie kritisierten viele Traditionen anderer Burschenschaften als unzeitgemäß oder unburschenschaftlich (siehe auch Allgemeiner Deutscher Burschenbund). Nach 1950 schlossen sich die meisten der schlagenden Reformburschenschaften der DB an.

#### Technische Burschenschaften
Burschenschaften an technischen Hochschulen und Fachhochschulen waren von einer Mitgliedschaft in „akademischen“ Dachverbänden wie der DB lange Zeit ausgeschlossen. Diejenigen Bünde, die sich nicht – wie der Rüdesheimer Verband deutscher Burschenschaften (Technische Hochschulen) 1919 oder die Deutsche Hochschul-Burschenschaft (Fachhochschulen) 1999 – der DB anschlossen, entwickelten daher wiederum eigene Traditionen und Eigenheiten. Diese „Ingenieurburschenschaften“ sind heute in Österreich im Conservativen Delegierten Convent und in Deutschland mit anderen technischen Verbindungen im Bund Deutscher Ingenieur-Corporationen zusammengeschlossen.

### Nichtschlagende Burschenschaften
Bald nach der Übernahme der Mensur durch die Burschenschaften gründeten sich Studentenverbindungen, die die Mensur ablehnten. Die erste war die 1836 gegründete Christliche Studentenverbindung Uttenruthia Erlangen (siehe auch: Christliche Studentenverbindungen). Die älteste nichtschlagende Burschenschaft ist die Germania Göttingen. Christliche Burschenschaften entstanden zuerst in der zweiten Hälfte des 19. Jahrhunderts. Sie sind heute zumeist in den Dachverbänden Schwarzburgbund und Ring Katholischer Deutscher Burschenschaften organisiert.
Zu Beginn des 20. Jahrhunderts entstanden Reformburschenschaften, die auch das Schlagen von Mensuren ablehnten. Sie organisierten sich seit den 1920er Jahren im Verband Deutscher Burschen und traten nach dem Zweiten Weltkrieg zu großen Teilen dem Schwarzburgbund bei.

### Pennale Burschenschaften
Vornehmlich in Österreich, aber auch zunehmend in Deutschland, gibt es pennale Burschenschaften, also Schülerverbindungen, die ebenfalls Burschenschaften sind.
Die älteste bekannte pennale Burschenschaft ist die 1817/19 in Teschen (Österreichisch-Schlesien) belegte pennale Burschenschaft Teutonia. Im Juni 1919 wurde die pennale Burschenschaft der Ostmark (pBdO) als Korporationsverband pennaler Burschenschaften gegründet. Heute gehören viele pennale Burschenschaften dem Österreichischen Pennäler Ring (ÖPR) und dem 1990 gegründeten Allgemeinen Pennäler Ring (APR) an.

## Verbände

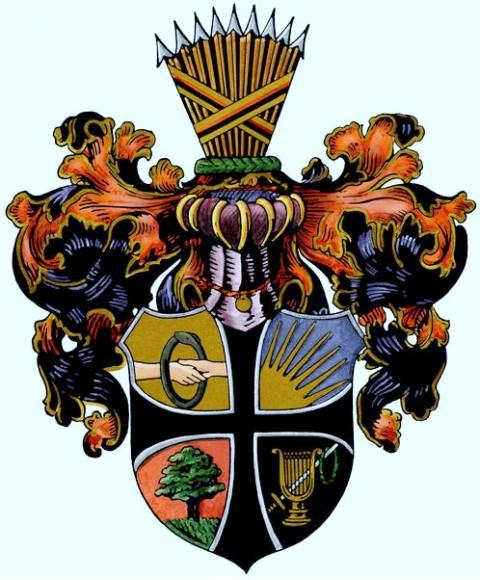
Wappen der Deutschen Burschenschaft

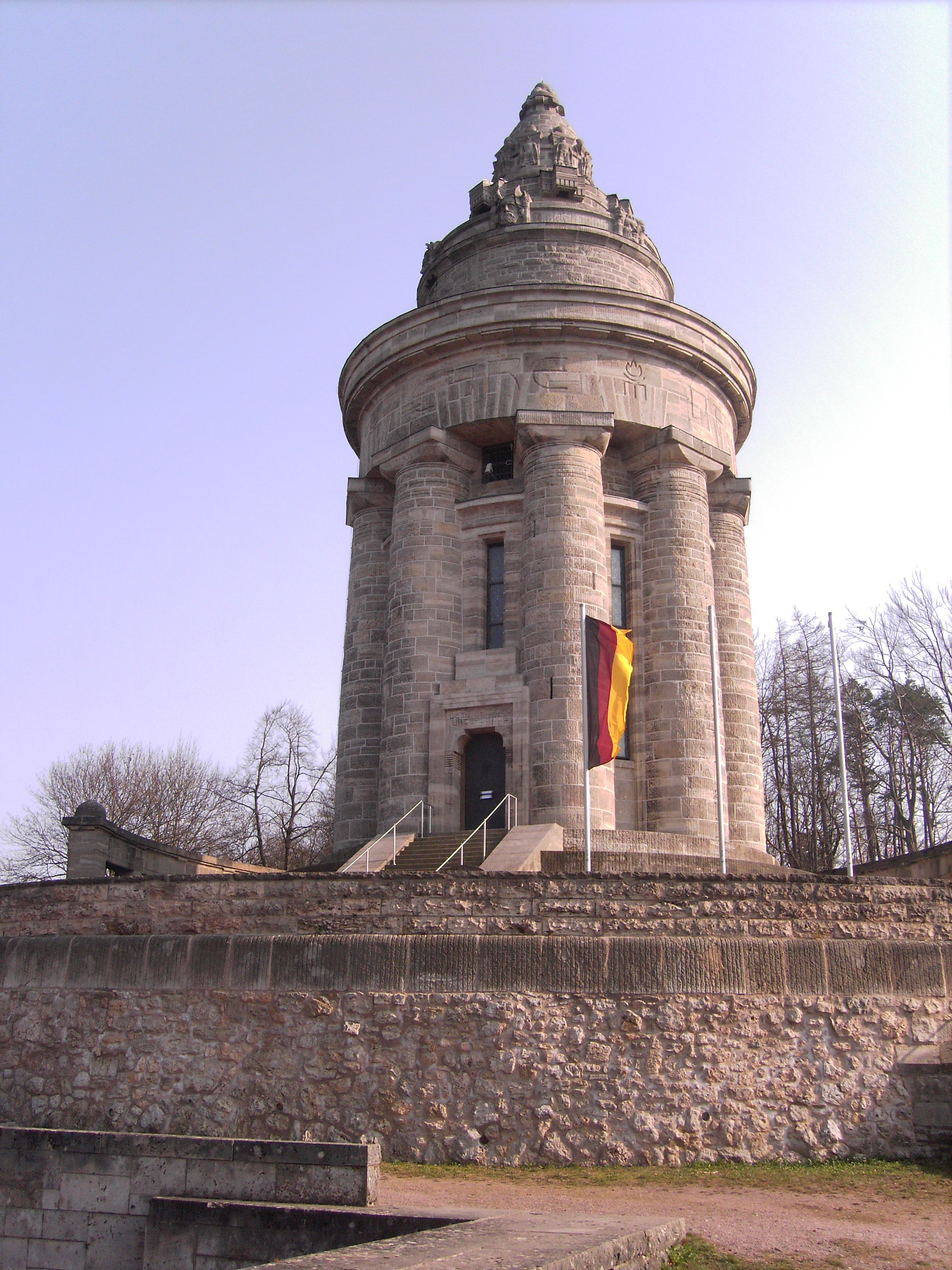
Burschenschaftsdenkmal in Eisenach von 1902

Wappen des Ringes Katholischer Deutscher Burschenschaften

Der größte Teil der Burschenschaften ist heute in den Korporationsverbänden Deutsche Burschenschaft (DB), Neue Deutsche Burschenschaft (NeueDB) und Allgemeine Deutsche Burschenschaft (ADB) organisiert. Viele Burschenschaften in Österreich gehören – zum Teil zusätzlich zur Mitgliedschaft in der DB – der Deutschen Burschenschaft in Österreich (DBÖ) oder dem Conservativen Delegierten Convent (CDC) an. Daneben gibt es vor allem in Deutschland noch verschiedene andere Dachverbände, die sich vollständig oder teilweise aus Burschenschaften zusammensetzen.

### Deutsche Burschenschaft
Die Deutsche Burschenschaft sieht sich in der patriotischen Traditionslinie der Urburschenschaft und vereint Verbindungen aus der Bundesrepublik Deutschland und der Republik Österreich.
Die Deutsche Burschenschaft stellt ihren Mitgliedsbünden seit dem Historischen Kompromiss von 1971 die Pflichtmensur frei und nimmt seitdem im Gegenzug dafür auch wieder Burschenschaften aus Österreich auf. Seit 2024 ist die DB wieder pflichtschlagend.
Nach wie vor gilt der volkstumsbezogene Vaterlandsbegriff, der den deutschen Sprach- und Kulturraum und damit die „deutsche Kulturnation“ bzw. das „deutsche Volkstum“ umfasst.

### Österreichische Dachverbände
In Österreich bestehen die Deutsche Burschenschaft in Österreich (DBÖ), deren Mitgliedsbünde überwiegend zugleich auch der DB angehören, und der Conservative Delegierten Convent (CDC). Beide Verbände sind pflichtschlagend und haben Freundschafts- und Arbeitsabkommen mit der DB.

#### Conservative Delegierten Convent
Der Conservative Delegierten Convent (CDC) ist ein Korporationsverband pflichtschlagender und farbentragender Studentenverbindungen. Er wurde am 22. November 1909 als Verband der fachstudentischen Verbindungen Österreichs gegründet, welcher sich als eine Vereinigung Schläger schlagender fachstudentischer Korporationen sah. Ihr Wahlspruch lautet: Ehre, Freiheit, Vaterland! Als erster nicht-akademischer Verband führte der CDC das Lebensprinzip für die studierenden Mitglieder ein.
1923 wurde der Alt-Herren-Verband konservativer Fachstudenten gegründet. Dieser gab die Zeitschrift Der konservative Fachstudent heraus. Der Verband gab bis 1932 die Blätter für die Deutsche Studentenschaft an höheren Schulen heraus. Mit dem Anschluss Österreichs an das Deutsche Reich und dem damit einhergehenden Verbot aller Korporationen hörte der CDC 1938 zu bestehen auf.
1952 nahm der CDC seine Arbeit wieder auf. 1953 wurde das akademische Schlägerfechten verbindlich eingeführt. Die Mitgliedsverbindungen des CDC nahmen in der Folge die Bezeichnung „fachstudentische Burschenschaft“ an.
1961 trat die Mehrheit der aktiven Mitgliedsverbindungen aus und gründete den Salzburger Delegierten Convent (SDC), der eine stärkere Annäherung an die Deutsche Burschenschaft (DB) anstrebte. Seit 1964 besteht ein Freundschafts- und Arbeitsabkommen mit der DB mit Sitz und Rederecht. Unter führender Mitwirkung des SDC kommt es 1964 zur Gründung des Verbandes Deutsche Ingenieur-Burschenschaft (DIB), der sich 1988 in Deutsche Hochschul-Burschenschaft (DHB) umbenennt und 1999 in der DB aufgeht.
1989 geht der SDC wieder im CDC auf, der daraufhin die Bezeichnung Conservativer Delegierten-Convent der fachstudentischen Burschenschaften in Österreich annahm. Die Mehrheit der Mitgliedsverbindungen legte den Zusatz fachstudentisch ab, um eine Öffnung über das Fachstudententum hinaus zu signalisieren. Auch der CDC nennt sich heute (Stand: 2015) wieder Conservativer Delegierten-Convent ohne den Zusatz fachstudentisch. Stand 2015 besteht der CDC aus fünf Burschenschaften.

### Burschenschaftliche Gemeinschaft
Der Burschenschaftlichen Gemeinschaft (BG) gehören heute 36 Burschenschaften aus der DB, der DBÖ und dem CDC an. Sie ist damit nach der Initiative Burschenschaftliche Zukunft der zweitgrößte burschenschaftliche Interessenverband unterhalb der Verbandsebene. Ursprüngliches Ziel der BG war es, Burschenschaften aus Österreich den Beitritt in die DB zu ermöglichen. Die BG wurde 1961 im Haus der Münchener Burschenschaft Danubia gegründet, nachdem ein Antrag auf eine Fusion der DB mit der DBÖ auf dem Burschentag nicht die nötige Mehrheit der bundesdeutschen Burschenschaften gefunden hatte. Dieses Ziel wurde 1971 schließlich durch den historischen Kompromiss erreicht.
Die BG kann über die drei wesentlichen führenden Organe der DB Einfluss auf die gesamte Organisation nehmen. Da zum Beispiel für Neuaufnahmen Zwei-Drittel-Mehrheiten benötigt werden, hat sie eine Art Vetofunktion und somit großen Einfluss. Die BG kennt allerdings keinen Fraktionszwang.
Die BG trat dafür ein, nach dem historischen Kompromiss, in der DB das Prinzip der Pflichtmensur wieder einzuführen.
Da sie sich auch der Historie verschrieben hat, beziehen sich viele kritische politische Diskussionen auf vergangene Ereignisse, wie die Vertreibungen aus den ehemaligen Ostgebieten des vormaligen Deutschen Reiches und auf die Anerkennung von Gebietsabtretungen.

### Andere Verbände
Burschenschaften, die anderen Verbänden angehören oder verbandsfrei sind, vertreten oftmals liberalere politische Programme oder sind gänzlich unpolitisch. Alle sind farbentragend, das waffenstudentische Prinzip reicht allerdings von nichtschlagend bis pflichtschlagend.
- Die Neue Deutsche Burschenschaft (NDB) hat sich 1996 nach internen Meinungsverschiedenheiten von der Deutschen Burschenschaft abgespalten, um sich von ihr bewusst abzugrenzen und ausdrücklich jeden Revanchismus abzulehnen. Sie bekennt sich im Gegensatz zur DB zum staatsbürgerlichen Vaterlandsbegriff und besteht aus derzeit 10 Bünden.
- Die Allgemeine Deutsche Burschenschaft (ADB) hat sich 2016 gegründet und besteht hauptsächlich aus ehemaligen Mitgliedern der Deutschen Burschenschaft; sie besteht aus 27 Bünden.
- Das Süddeutsche Kartell (SK), ein Zusammenschluss von sechs pflichtschlagenden ehemaligen DB-Burschenschaften, versteht sich als ein Bund an mehreren Hochschulorten.
- Der Rote Verband (RV), bestehend aus sieben arministischen Burschenschaften mit arministischem Selbstverständnis, von denen heute keine mehr der DB angehört, einige der NeuenDB bzw. der ADB[58]
- Der Schwarzburgbund (SB) besteht aus nichtschlagenden, christlichen Verbindungen, darunter überwiegend solchen, die sich Burschenschaft nennen. Zum Teil sind die SB-Burschenschaften gemischte Verbindungen.
- Der Ring Katholischer Deutscher Burschenschaften (RKDB) in Deutschland und der Ring Katholisch Akademischer Burschenschaften (RKAB) in Österreich umfassen zusammen 21 nichtschlagende katholische Burschenschaften.
- Der Bund Deutscher Ingenieur-Corporationen (BDIC) besteht aus Studentenverbindungen, die an technischen Hochschulen aktiv sind, darunter auch 18 Burschenschaften unterschiedlicher Charakterisierung.
- In Chile besteht als Dachverband der fünf chilenischen Burschenschaften der Bund Chilenischer Burschenschaften (BCB), der ein Freundschafts- und Arbeitsabkommen mit der DB hat.

Daneben gibt es viele verbandsfreie Burschenschaften, die meist aus einem Dachverband ausgetreten sind. Sie sind oft weltanschaulich unabhängig und aufgrund ihrer Vielfalt schwer mit den Mitgliedsbünden der großen burschenschaftlichen Dachverbände zu vergleichen. Einige verbandsfreie Burschenschaften nehmen heute auch Frauen oder Nichtakademiker auf.

## Kritik
Burschenschaften gelten als national-konservativ. Ein häufiger Kritikpunkt ist, Burschenschaften hätten ein elitäres Gesellschaftsverständnis. In diversen Publikationen, bei Veranstaltungen und Demonstrationen werden Traditionen der Burschenschaften und anderer Verbindungen in einen Zusammenhang mit Rechtsextremismus gebracht. Insbesondere die Burschenschaften der Burschenschaftlichen Gemeinschaft werden häufig am äußeren rechten Rand der Studentenverbindungen eingeordnet. Laut der Bundeszentrale für politische Bildung tauchen immer wieder „einzelne Burschenschaften wegen ihrer Verbindungen zu Rechtsextremisten in den Verfassungsschutzberichten der Länder auf. Einige bekannte Burschenschafter waren oder sind Mitglied in rechtsextremen Organisationen, beispielsweise der NPD.“ Laut dem Rechtsextremismusforscher Hans-Gerd Jaschke hat die Neue Rechte „ihre Basis in Burschenschaften an Hochschulen, in Redaktionen von Zeitungen wie ‚Junge Freiheit‘ und im Brückenspektrum zwischen Rechtspopulismus und Rechtsextremismus.“ Samuel Salzborn verortet die Burschenschaften im Brückenspektrum zwischen Konservatismus und Rechtsextremismus, was er damit begründet, dass sich in Burschenschaften „eine starke (völkische) Traditionsorientierung, ein reaktionäres Familien- und Geschlechterbild, ein Festhalten an organisatorischen und gesellschaftlichen Hierarchien ebenso, wie eine rassistisch und/oder ethnoplural begründete Ablehnung des Universalitätspostulats und damit ein völkisches Menschen- und Gesellschaftsbild sowie eine starke Tendenz zu geschichtsrevisionistischen Positionen“ finde. Der Historiker Bernhard Weidinger sieht die Burschenschaften in einem „Spannungsverhältnis zur Demokratie – nicht nur aufgrund des Primats des völkischen Nationalismus“.

Deutliche Kritik an den Burschenschaften formuliert auch Dietrich Heither: „Eine tradierte Trias aus völkisch-nationaler Weltanschauung, männerbündischer Sozialstruktur und spezifischen Brauchtumsformen stabilisiert seit über einem Jahrhundert den antiegalitären, antiemanzipatorischen wie auch antidemokratischen „Virilitätshabitus“ der Burschenschafter“, insbesondere innerhalb der Deutschen Burschenschaft.

### Deutschland
Günther Beckstein, selbst Alter Herr einer musischen Studentenverbindung, kritisierte 2001 als bayerischer Innenminister Rechtsextremisten, die versuchten, in akademischen Burschenschaften und über diese an den Hochschulen Einfluss zu gewinnen. Man sehe daher „nicht weg, wenn Rechtsextremisten Kontakte mit Burschenschaften pflegten oder gar versuchen, akademische Verbindungen zu unterwandern.“ Weiter sagte er, dass die zahlreichen und sehr unterschiedlichen Burschenschaften und studentischen Korporationen aber keinesfalls pauschal als rechtsextrem bewertet werden dürften. Für ihn seien „Konservativismus und Nationalstolz allein [...] keine Merkmale des Rechtsextremismus“.
Anlässlich eines Vortrages von Egon Bahr bei einer Berliner Burschenschaft kritisierten die Jusos 2005 in einem offenen Brief:

„Burschenschaften behandeln Menschen ungleich, Frauen werden oft wegen ihres Geschlechts strukturell benachteiligt. Für viele Burschenschaften sind rassische Kriterien, Nationalität, sexuelle Orientierung, Religion oder die Wehrdienstverweigerung Ausschlusskriterien für eine Aufnahme. (…) Wir halten es für nicht akzeptabel, wenn Sozialdemokratinnen und Sozialdemokraten durch Reden vor Burschenschaften daran mitwirken, dass Burschenschaften an Einfluss gewinnen und ihr elitäres und undemokratisches Weltbild salonfähig wird.“

2006 beschloss die SPD daraufhin, dass die Mitgliedschaft in einer Burschenschaft der Burschenschaftlichen Gemeinschaft nicht mit einer Mitgliedschaft in der SPD vereinbar sei. Einen ersten Prozess um den Ausschluss eines Burschenschafters hat die SPD rechtskräftig verloren.

### Österreich
Burschenschaften in Österreich wird von Kritikern allgemein ein starker Bezug zum deutschnationalen Lager attestiert, was unter anderem im Prinzip des „volkstumsbezogenen Vaterlandsbegriffes“ zum Ausdruck komme, der das „deutsche Vaterland unabhängig von staatlichen Grenzen“ definiert und Österreich mit einschließe. Die Idee einer eigenständigen österreichischen Nation wird dabei mit unterschiedlicher Deutlichkeit abgelehnt.
Einzelne österreichische Burschenschaften wurden in den 1990er Jahren im Jahreslagebericht Rechtsextremismus des österreichischen Innenministeriums erwähnt. Der Wiener Rechtsextremismusforscher Heribert Schiedel spricht von einer zentralen Bedeutung der Burschenschaften „an der Schnittstelle zwischen Rechtsextremismus, legalem Deutschnationalismus und (Neo-)Nazismus“. Satirische Kritik an Burschenschaften und ihren Ritualen wird von verschiedenen Projekten in Österreich und Deutschland geübt.

## Bekannte Burschenschafter

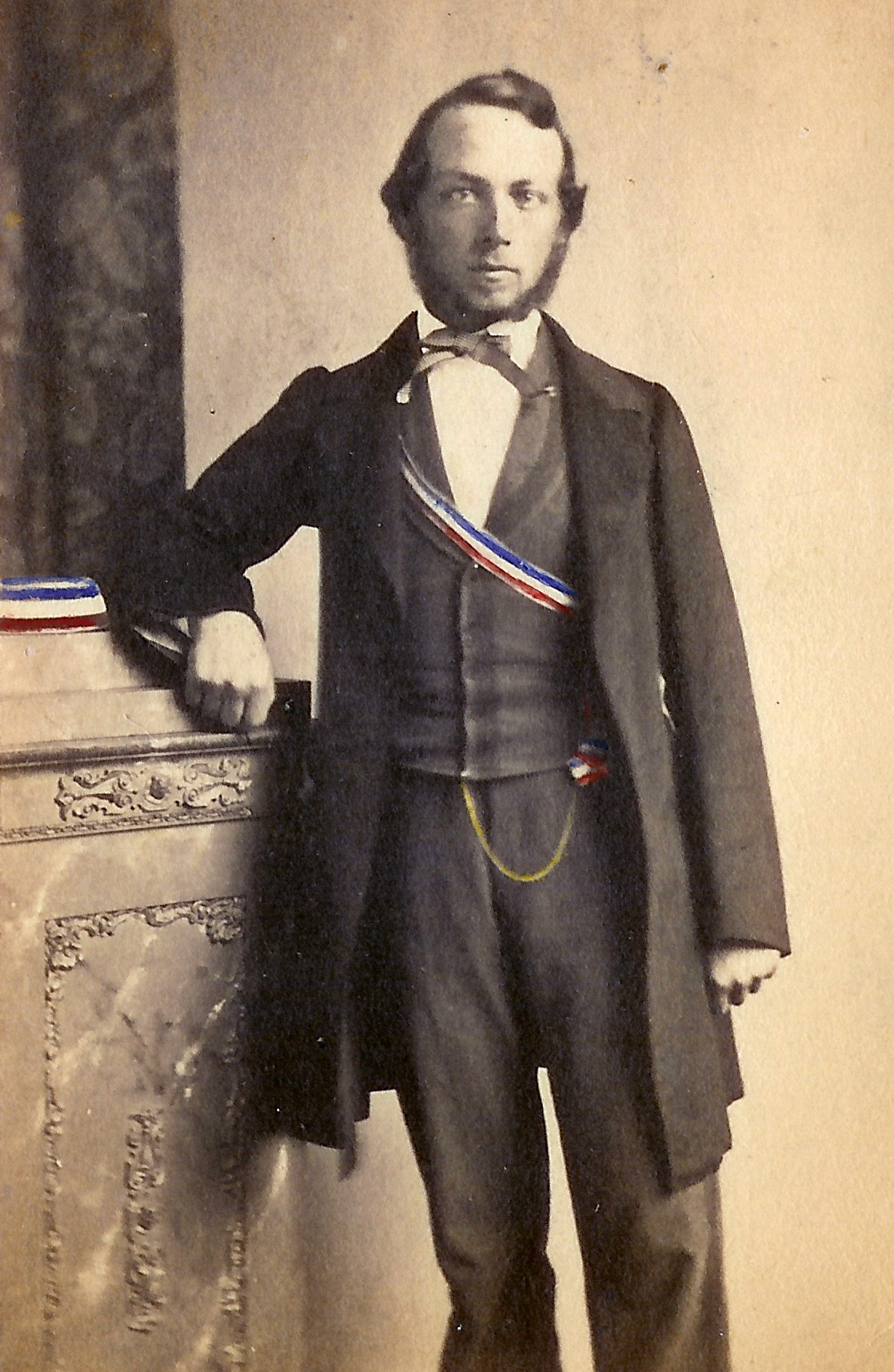
Carl Graebe

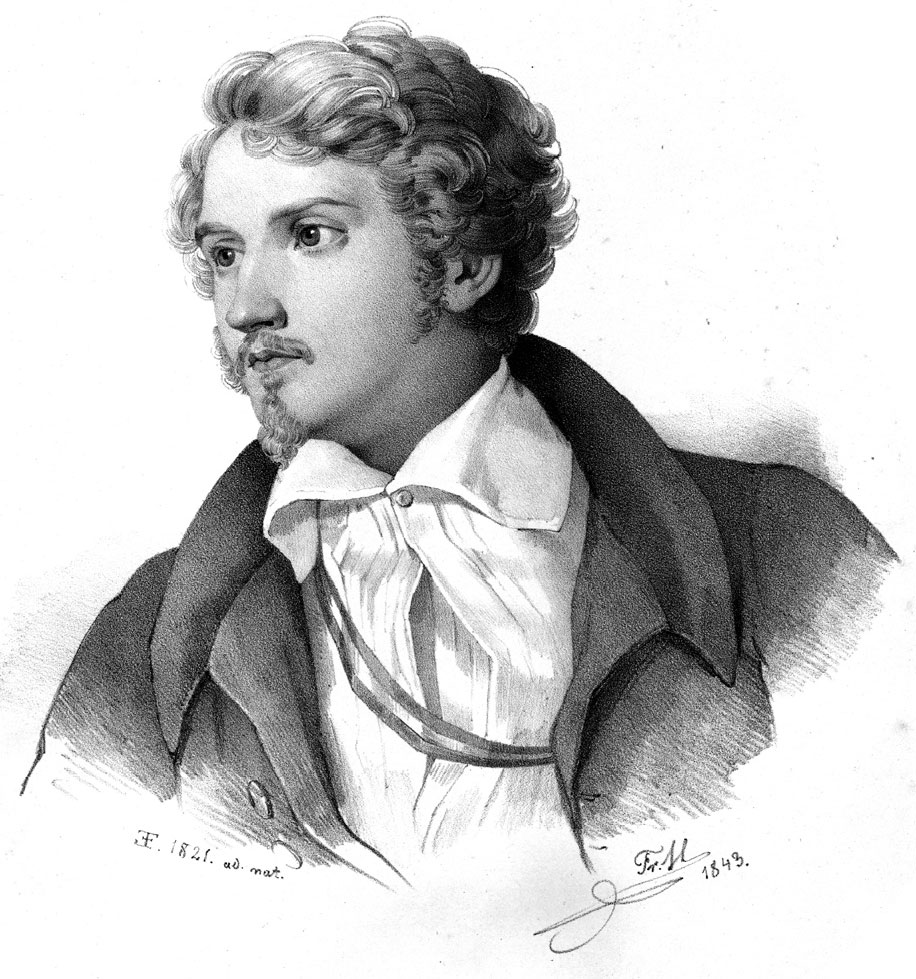
Justus von Liebig

### Allgemeines
- Hans-Georg Balder: Die Deutschen Burschenschaften. Hilden 2005, ISBN 3-933892-97-X.
- Hans-Georg Balder: Geschichte der Deutschen Burschenschaft. Hilden 2006, ISBN 3-933892-25-2.
- Hans-Georg Balder, Rüdiger B. Richter: Korporierte im amerikanischen Bürgerkrieg, Hilden 2008, ISBN 978-3-933892-27-0.
- Hans-Georg Balder: Die Deutsche Burschenschaft in ihrer Zeit. Hilden 2009, ISBN 978-3-940891-20-4.
- Frank Grobe: Zirkel und Zahnrad. Ingenieure im bürgerlichen Emanzipationskampf um 1900. Die Geschichte der technischen Burschenschaft, in: Oldenhage, Klaus (Hrsg.), Darstellungen und Quellen zur Geschichte der deutschen Einheitsbewegung im neunzehnten und zwanzigsten Jahrhundert, Bd. 17, Universitätsverlag Winter, Heidelberg 2009, ISBN 978-3-8253-5644-6.
- Frank Grobe: Mit burschenschaftlichen Grüßen. Couleurkarten des Rüdesheimer Verbandes deutscher Burschenschaften, Akadpress, Essen 2011, ISBN 978-3-939413-16-5.
- Horst Grimm, Leo Besser-Walzel: Die Corporationen. Umschau Verlag Breidenstein, Frankfurt am Main 1986, ISBN 3-524-69059-9.
- Peter Krause: O alte Burschenherrlichkeit – Die Studenten und ihr Brauchtum. Styria, Graz/Wien/Köln 1997, ISBN 3-222-12478-7.
- Alfred Thullen: Der Burgkeller zu Jena und die Burschenschaft auf dem Burgkeller von 1933–1945. Heidenheim a.d.B. 2002, ISBN 3-933892-49-X.
- Matthias Stickler: Die Krise der Deutschen Burschenschaft. Frankfurter Allgemeine Zeitung vom 14. Februar 2014. Online-Version.

### Geschichte der Deutschen Burschenschaft
- Paul Wentzcke: Geschichte der Deutschen Burschenschaft. Bd. 1. Vor- und Frühzeit bis zu den Karlsbader Beschlüssen. Heidelberg 1965, ISBN 3-8253-1338-7.
- Georg Heer: Geschichte der Deutschen Burschenschaft, Bd. 2. Die Demagogenzeit. Von den Karlsbader Beschlüssen bis zum Frankfurter Wachensturm (1820–1833). Heidelberg 1965, ISBN 3-8253-1342-5.
- Georg Heer: Geschichte der Deutschen Burschenschaft. Bd. 3. Die Zeit des Progresses. Von 1833 bis 1859. Heidelberg 1965, ISBN 3-8253-1343-3.
- Georg Heer: Geschichte der Deutschen Burschenschaft. Bd. 4. Die Burschenschaft in der Zeit der Vorbereitung des zweiten Reiches, im zweiten Reich und im Weltkrieg. Von 1859 bis 1919. Heidelberg 1977, ISBN 3-533-01348-0.
- Gerhard Neuenhoff: Belege zur Entwicklung der arministischen und germanistischen Burschenschaftsrichtung. SC und Burschenschaft in Jena 1830 bis 1832. Einst und Jetzt, Bd. 32 (1987), S. 99–108.
- Helma Brunck: Die Deutsche Burschenschaft in der Weimarer Republik und im Nationalsozialismus. München 2000, ISBN 3-8004-1380-9.
- Harald Lönnecker: „Deutschland immer gedient zu haben ist unser höchstes Lob!“ Zweihundert Jahre Deutsche Burschenschaften. Eine Festschrift zur 200. Wiederkehr des Gründungstagen der Burschenschaft am 12. Juni 1815 in Jena. Universitätsverlag Winter, Heidelberg 2015, ISBN 978-3-8253-6471-7.

### Kritisches
- Diana Auth, Alexandra Kurth: Männerbündische Burschenherrlichkeit. Forschungslage und historischer Rückblick, in: Christoph Butterwegge, Gudrun Hentges (Hrsg.): Alte und Neue Rechte an den Hochschulen. Agenda, Münster 1999, ISBN 3-89688-060-8.
- Ludwig Elm, Dietrich Heither, Gerhard Schäfer (Hrsg.): Füxe Burschen Alte, Herren – Studentische Korporationen vom Wartburgfest bis heute. Papyrossa, Köln 1993, ISBN 3-89438-050-0.
- Dietrich Heither, Gerhard Schäfer: Studentenverbindungen zwischen Konservatismus und Rechtsextremismus. in: Jens Mecklenburg (Hrsg.): Handbuch Deutscher Rechtsextremismus. Berlin 1996, ISBN 3-88520-585-8.
- Dietrich Heither: Verbündete Männer. Papyrossa, Köln 2000, ISBN 3-89438-208-2.
- Dietrich Heither, Michael Gehler, Alexandra Kurth: Blut und Paukboden. Fischer, Frankfurt 2001, ISBN 3-596-13378-5.
- Dietrich Heither: Burschenschaften. PapyRossa Verlag, Köln 2013, ISBN 978-3-89438-531-6.
- Tobias Ginsburg: Die letzten Männer des Westens: Antifeministen, rechte Männerbünde und die Krieger des Patriarchats. Rowohlt, Hamburg, 2021, ISBN 978-3-499-00353-0.
- Oskar Scheuer: Burschenschaft und Judenfrage. Hilden 2003, ISBN 3-933892-47-3. Original: Burschenschaft und Judenfrage. Der Rassenantisemitismus in der deutschen Studentenschaft. Berlin 1927